# マルクス・アウレリウス・アントニヌス
マルクス・アウレリウス・アントニヌス（古典ラテン語：Marcus Aurelius Antoninus 121年4月26日 - 180年3月17日）は、第16代ローマ皇帝である。五賢帝最後の皇帝。第15代皇帝アントニヌス・ピウスの后妃ファウスティナ・マイヨル（大ファウスティナ）の甥で先帝の外戚にあたり、また大ファウスティナはハドリアヌスとトラヤヌスの傍系血族でもある。
外叔父アントニヌスの皇女で自身の従姉妹であるファウスティナ・ミノル（小ファウスティナ）と結婚して帝位を継承したが、共同皇帝としてハドリアヌスの重臣の子ルキウス・ウェルスが立てられていた。アウレリウスは小ファウスティナとの長女ルキッラを嫁がせて両皇帝の結束を固めたが、169年にウェルスが崩御した事で単独の皇帝となった。
対外政策ではパルティアとの戦争に勝利を収めたが、蛮族への予防戦争として始めたマルコマンニ人、クアディ人、サルマティア人などへの遠征（マルコマンニ戦争）は長期戦となり、国力を疲弊させ、自らも陣中で崩御した。
ストア哲学などの学識に長け、良く国を治めた事からネルウァ、トラヤヌス、ハドリアヌス、アントニヌスと並ぶ、この時代の名君の一人（五賢帝）と評価されている。軍事よりも学問を好んだ皇帝という姿は、彼の著作である『自省録』への評価を通じて今日も維持されている。これは『国家』を執筆したプラトンの時代から学識者にとって理想とされた「哲人君主」の実現例と見なされているからである。
また、『後漢書』に見られる大秦国王の安敦とは、彼のことだとされているが、使節が所持していた物品がいずれも南方のものであったり、ローマ側の文献に一切記録がないことから、商人が彼の名を使い王朝との貿易を行おうとしたのではないかとされており、現代では「大秦国王安敦」を彼であるとする説は否定的に見られている。

## 歴史資料
マルクス・アウレリウスの人生と治世に関する資料は疎らで、信憑性の薄い物が多く含まれている。例えば主要な情報源とされる『ローマ皇帝群像』は多くの問題を持った資料であり、引用元の資料よりも価値は低い。ハドリアヌスからアウレリウスまでの評伝は作中でも比較的に信憑性があるが、それでもアエリウス・ウェルスやガイウス・アウィディウス・カッシウスの評伝は完全な捏造であると見られる。
マルクス・アウレリウス自身は『自省録』という著作を残したが、これは主にアウレリウスの内面についての記述や思索であって、俗事の出来事については余り触れられていない。同時代の歴史家にはカッシウス・ディオがおり、特に軍政についての記述においては重要な記録を残している。しかしディオの元老院階級としての偏見や、帝国領土の拡大に対する反対意見は真意を不明瞭にしている。
他にアウレリウスと関わった様々な人が残した記録は、細かい出来事についての詳細を提供している。アントニヌス朝の貴族達について記録した宮殿医ガレノス、時代の風潮を推測させるアイリオス・アリスティデスの演説、そして東ローマ時代の勅法彙纂に記録されるアウレリウスの法整備などがそれにあたる。碑銘、通貨なども治世を調べる上での情報源とされる。

## 生い立ち

### 家族と出自

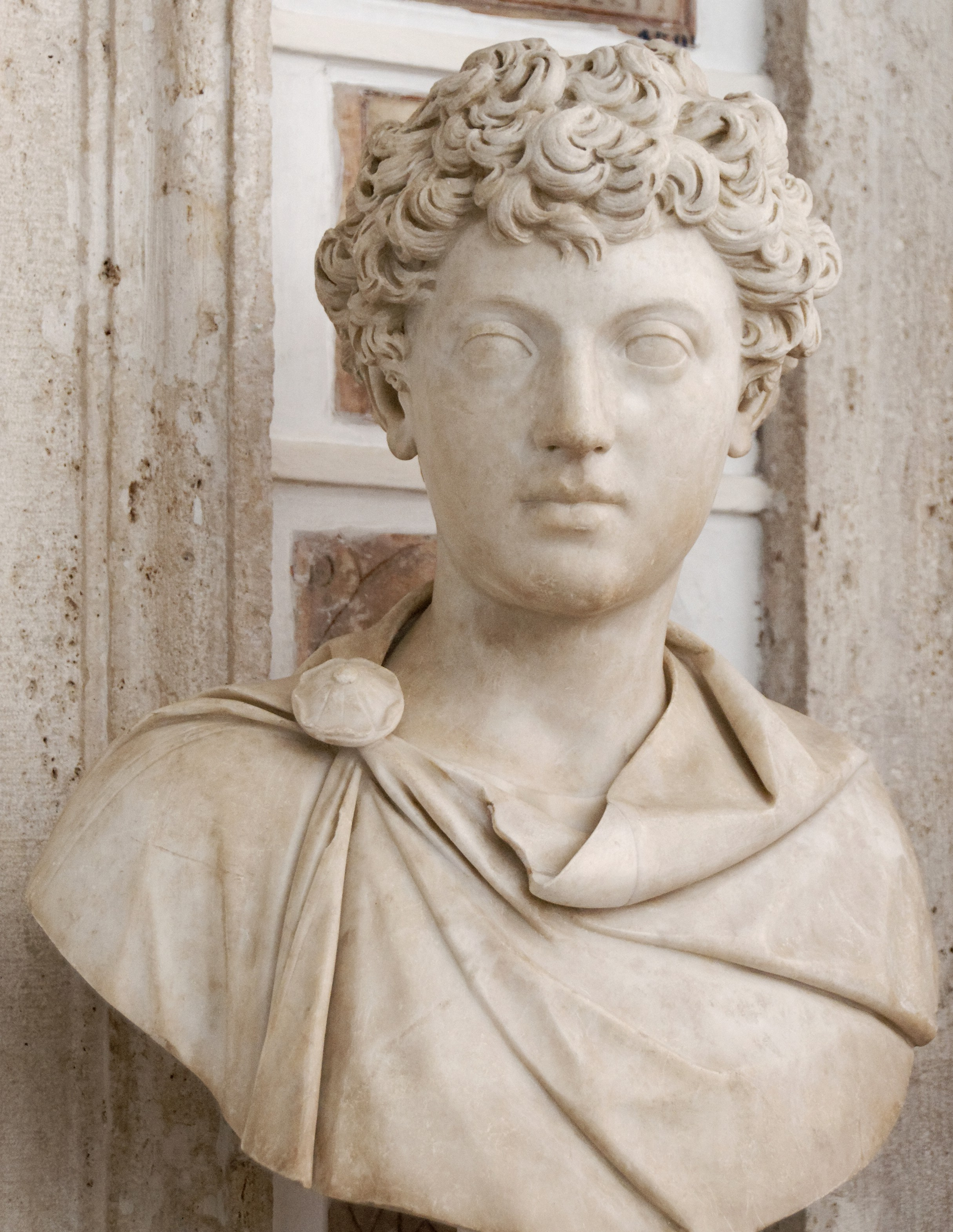
少年時代のアウレリウス像

マルクス・アウレリウス・アントニヌスこと、マルクス・アンニウス・カティリウス・セウェルスは、貴族マルクス・アンニウス・ウェルス3世の子としてローマに生まれた。
父方の一族であるウェルス家は属州ヒスパニア・バエティカのコルドバに所領を持ち、西暦1世紀頃からローマ中央でも知られた存在にまで台頭し始めた。曽祖父アンニウス・ウェルス1世が元老院議員として議席を与えられ、祖父のウェルス2世の代で貴族に列された。アンニウス・ウェルス3世はドミティア・ルキッラと結婚してカティリウス・セウェルス（アウレリウス）という子を儲けた 両親には二人の子供がおり、アウレリウス以外にコルニフィキアという姉がいた。ドミティア・ルキッラは、有力貴族のカルビシウス・トゥルス・ルッソの子であり、また母の大ドミティアも親族の財産を相続した資産家であった（この事はガイウス・プリニウス・カエキリウス・セクンドゥスの書簡にも書き残されている）。彼女は後に煉瓦生産の工房など、両親の財産を相続してウェルス家を更に富ませた。
父であるウェルス3世も元老院で法務官などの要職を歴任していたが、アウレリウスが3歳の時に病没した。従って後の皇帝としての方針に父の影響がどの程度あったのかは不明であるが、彼自身は『自省録』で彼が「謙虚と剛毅さ」を父の思い出と死後の話で学び知ったと語っている。母ドミティアは再婚しなかったが、当時の貴族階級にとっての常として子供の養育は家庭教師や侍従達に任せていた。一方で貴族としての優雅な生活で堕落しないように「宗教的な敬虔さ」と「粗食」を躾として教えられたという。アウレリウスは母親についての感謝を述べる手紙を書き残している。
父の死後、アウレリウスは祖父ウェルス2世に引き取られ、ルキウス・カティリウス・セウェルスという男性が養育を手伝った。ルキウス・カティリウスは「母方の曾祖父」と言われ、恐らくは大ドルシッラの継父であったと見られている。アウレリウスは彼の両親が残したカエリウスの丘にある邸宅で過ごし、そこは僅かな公共施設を除けば殆どが貴族の別荘からなる高級住宅街であった。また祖父はラテラノ大聖堂の近くに邸宅を持ち、アウレリウスにとって馴染み深い場所となった。祖父の教育については「良心と自制心」を教わったと書き残しているが、祖父が祖母の死後に連れてきた妾とは折り合いが悪かったという 幸いにして妾が出入りするようになって直に家から出られた事を、アウレリウスは幸運だったと述べている。
アウレリウスは当時の貴族階級の常として、家庭教師による教育を受けている。これは曽祖父カティリウス・セウェルスの意向によるところだったとアウレリウス自身が述べている。ディオゲネトゥスという教師から特に深い影響を受け、哲学的な生活様式を学んだ。132年4月、アウレリウスはディオゲネトゥスと同じ哲学者風の衣服で過ごし始め、母親から窘められるまでベッドではなく地面で寝ていたという。133年からはアレクザンデルという人物が何人かの教師と共に赴任した。アレクサンデルは当時のローマ帝国で、ホメロスの研究によって知られた文学者であった。アウレリウスは彼から修辞法を学んでおり、『自省録』の文体にその影響が見られる。

### ハドリアヌス帝による寵愛

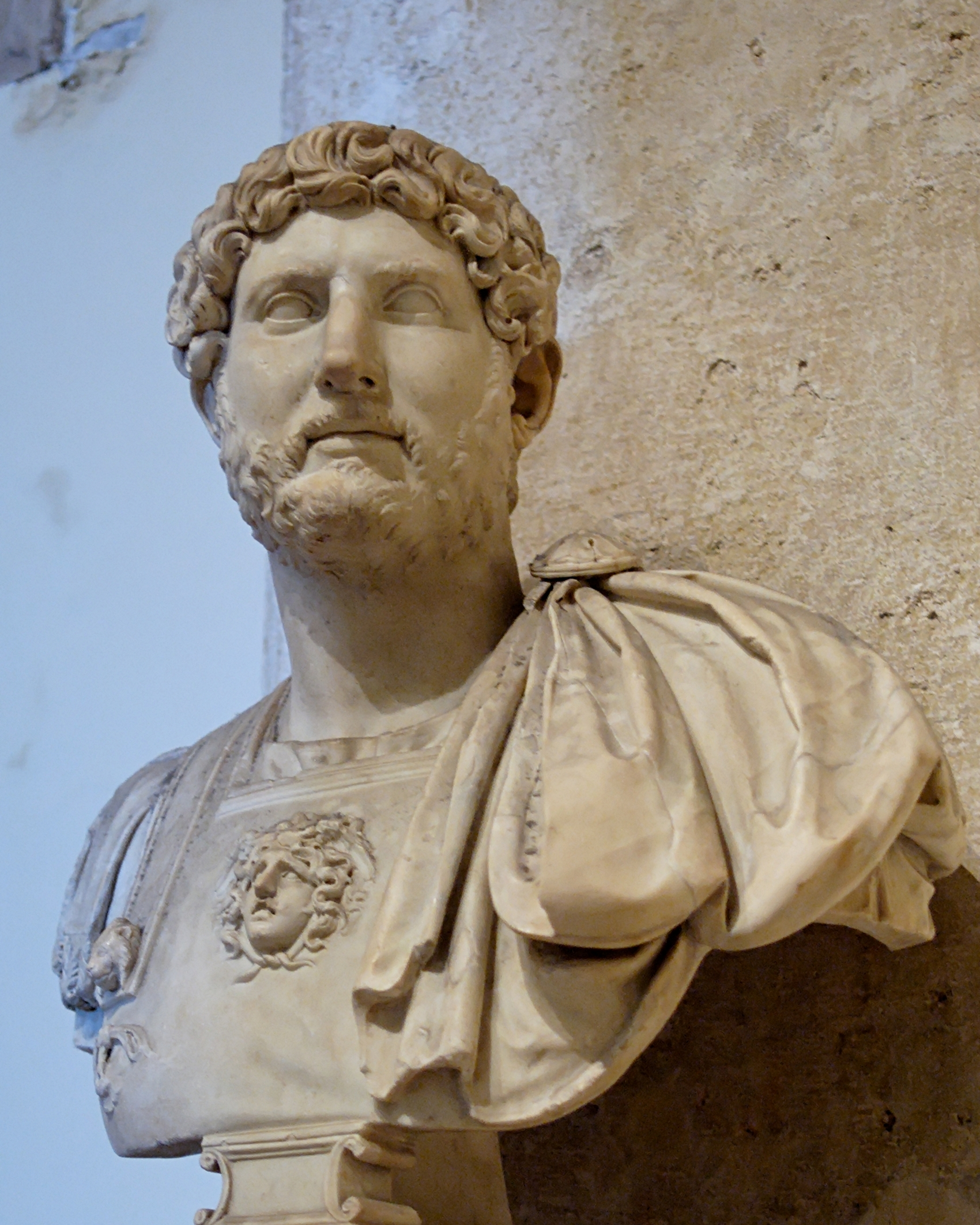
ハドリアヌス胸像

127年、叔母ファウスティナ・マイヨルの親族であるハドリアヌス帝の推薦を受けて、アウレリウスは6歳の時に騎士名簿へ登録された。少年時代に騎士階級へ叙任された事については、アウレリウス以前にも全く例がない訳ではないが、極めて珍しい出来事であった。更に翌年にはサリイという聖職の為の学校へ推薦されたが、入学規定を満たしていなかったアウレリウスの為に規定を改訂させている。ハドリアヌスはアウレリウスを寵愛しており、ウェリッシムス（Verissimus）という渾名で呼んでいた。アウレリウスは神学校で熱心に学び、優れた聖職者としての素養を得た。一方でハドリアヌスは帝都ローマに留まらず、各属州への巡行に時間を費やしていたので、アウレリウスと直接会う機会はそれほどなかった。
135年、ハドリアヌスが久しぶりにローマに戻った時、アウレリウスは皇帝の重臣ルキウス・アエリウス（ハドリアヌスを暗殺しようとしたガイウス・アウィディウス・ニグリヌスの娘婿で、ルキウス・ウェルスの父）の腹心に成長していた。136年、成人したアウレリウスはハドリアヌスの命令によって、アエリウスの娘ケイオニアと婚約して皇帝の側近としての立場を確立した。結婚からまもなく、ルキウス・アエリウスによってアウレリウスは首都長官に任命された。この時代の首都長官は要職という位置づけながら、何の実権も伴わない名誉職という部分が大きく、貴族の若者の登竜門のような意味合いがあった。アウレリウスは首都長官として相応しい振る舞いをしたという。
ルキウス・アエリウスを通して、アウレリウスは「カルケドンのアポロニウス」というストア派の哲学者の知遇を得た。ストア派哲学との出会いはアウレリウスの禁欲的な生き方として多大な影響を与えた。またアポロニウスは哲学の教師としてアウレリウスにストア派の講義を行い、アウレリウスから神に出会いを感謝された3人の一人となった。後に姉コルニフィキアが従兄弟のウッミディウス・クァドラトゥスと結婚した時、アウレリウスは母ドミティア・ルキッラから父の遺産の一部を姉に持参金として譲るように求めたが、アウレリウスは遺産全てを姉に譲ったという。
136年、既にハドリアヌスは不治の病に侵されていたが、同性愛者であった事から嫡男を授かっていなかった。別荘で病床に就いたハドリアヌスは、腹心であるルキウス・アエリウスを後継者に指名した。ハドリアヌスがアエリウスを特に選んだ理由については明確には分かっていない。
138年、ドナウ川における短い駐屯を経てルキウス・アエリウスは元老院で演説を行う為に帰路へ就いた。しかし演説を行う前日に吐血して倒れ、そのままローマで病没した。この事件が起きた後、ハドリアヌスは1月24日にもう一人の重臣で、大ファウスティナと結婚していたアウレリウス・アントニヌスを後継者に指名した。ただし帝位継承には、「ルキウス・アエリウスの子ルキウス・ウェルスと、大ファウスティナの甥であるカティリウス（アウレリウス）を養子とする事」と、「大ファウスティナとの子である小ファウスティナを、ルキウス・ウェルスと婚約させる事」が条件とされた。2月25日、アントニヌスはハドリアヌスの後継者となる事を受け入れ、条件の履行を約束した。
ちなみにアウレリウス自身には相談されていなかったらしく、突然に叔母夫婦の養子とされた事に愕然としたという。アウレリウスは渋々といった態度で母の家から離れ、ハドリアヌスの離宮へと移り住んだ。
ハドリアヌスは元老院に対し、アウレリウスが財務官への就任年齢（24歳）の規定から特例的に除外されるように命令した。元老院は要求に屈して、後にアウレリウスは18歳で財務官に就任している。アウレリウスが皇帝候補者である外叔父アントニヌスの養子とされた事は、典型的な過程を無視した立身に繋がった。恐らく普通の立身であれば、まずアウレリウスは造幣官に任命されていたと考えられる。ある程度の経歴を積んだ元老院議員はトリブヌス・ミリトゥム（軍団幕僚）となり、名目上の軍団副司令官を務めるのが一般的であった。恵まれた立場にあったアウレリウスであったが、周囲の貴族的な退廃には呑まれず、清廉な生き方を続けた。

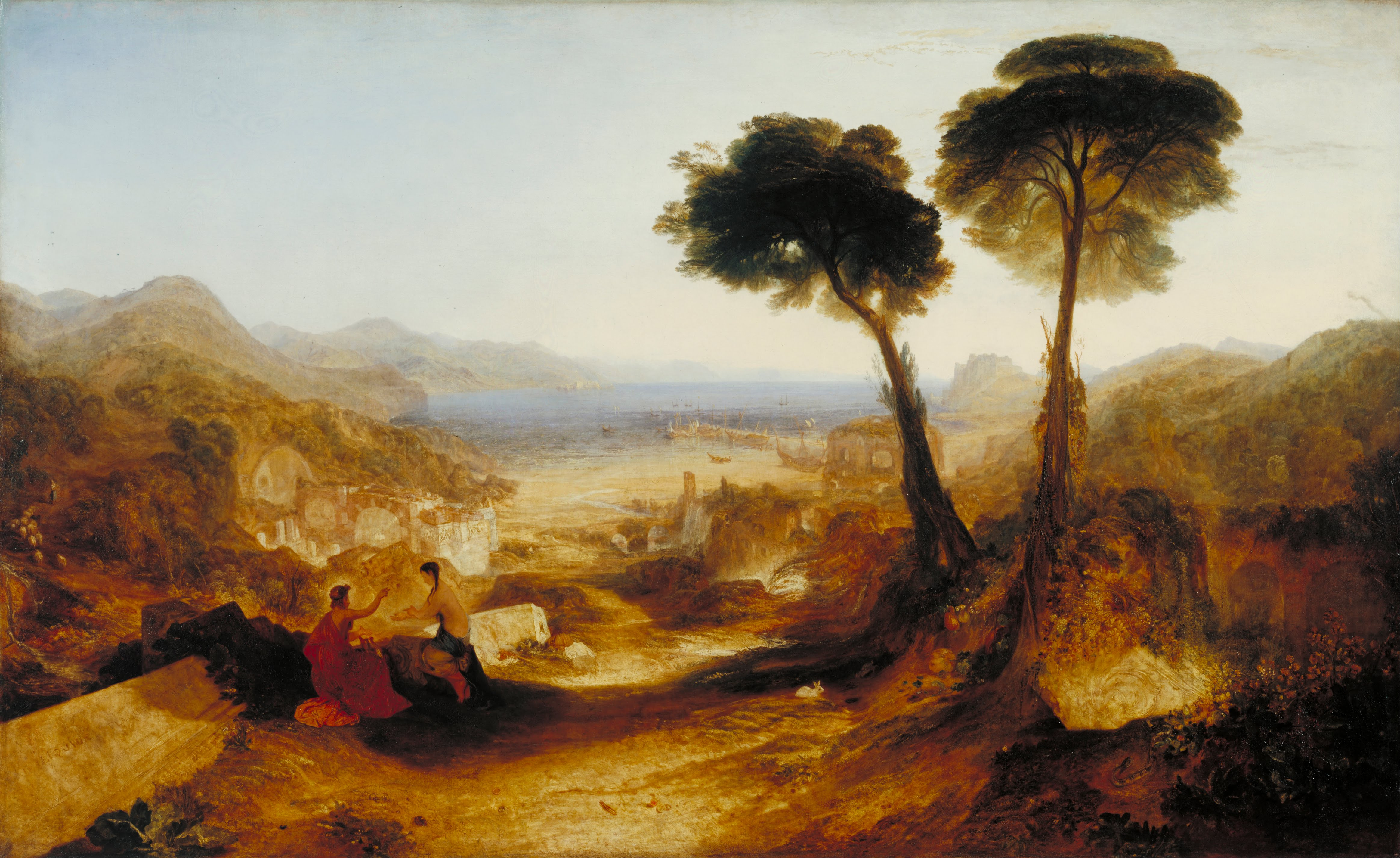
バイアエ

日に日にハドリアヌスの病状は悪化していき、何度か自殺未遂を繰り返しては周囲に押し留められていた。治療を諦めたハドリアヌスはカンパニアの保養地バイアエへ向かい、そこで食事や飲食などの放蕩に耽る様になった。138年7月10日、ハドリアヌスはアントニヌスに看取られて病没した。彼の遺骸はポッツオーリに埋葬された。
元老院と終始敵対し続けていたハドリアヌスの後であったが、アントニヌスは元老院を尊重した事で安定して帝位は継承された。またアントニヌスはハドリアヌスへの弾劾を取り下げるように元老院を宥めた。周囲と軋轢無く政治を進めるアントニヌスは「アントニヌス・ピウス」（慈悲深きアントニヌス）という渾名で呼ばれた。

### 叔父アントニヌスの即位
ハドリアヌスの死後、直ぐにアントニヌスは妻の甥（アウレリウス）を政敵の息子（ウェルス）より重用する姿勢を見せ、アウレリウスからすれば従姉妹である小ファウスティナとの結婚を要請した。アウレリウスと小ファウスティナはそれぞれの元の婚約を破棄すると、親族同士（いとこ婚）による結婚に同意した。
叔父の皇帝即位と、その子女である従姉妹との結婚は、アウレリウスの宮殿における地位を大幅に引き上げた。140年にアウレリウスはアントニヌスの同僚執政官に叙任され、続いて全エクイテスを指揮する騎士総長（iuventutis）に任命された。皇帝の後継者としての証である副帝の称号も受け、全名をマルクス･アエリウス・アウレリウス・ウェルス・カエサル（Marcus Aelius Aurelius Verus Caesar）に改名した。アウレリウスは自身の名声に溺れず、清廉な生き方を貫く様に意識したと語っている。神学に関する専門知識も健在であり、元老院の命によって幾つかの神学者の組織(pontifices、augures、quindecimviri sacris faciundis、septemviri epulonum、Arval Brethren)に加わっているが、歴史的資料で証明できるものは「Arval Brethren」への参加のみである。
アントニヌスは質素な生活を好んだ甥に宮殿で生活するように命じ、また皇帝の親族に相応しい華やかな生活を行うべきだと促した。叔父の命に従って宮殿に移り住んだアウレリウスは、退廃した貴族文化と自身の生き方との食い違いに悩んだ。アウレリウスの望みはストア派哲学に基づいた禁欲と自省であり、人間の持つ理性がそれを可能にすると信じていた。最終的にアウレリウスは「生命がある限り、人間は理性で己を律する可能性を持つ。そして宮殿は退廃した場所だが、生きる上での不都合まではない。従って周囲が退廃に満ちている宮殿においても、己を律することは可能である」と結論している。しかしこうした結論にもかかわらず、アウレリウスは宮殿の退廃にしばしば飲み込まれてしまい、『自省録』では自らその罪を書き連ねて懺悔している。
財務官としてのアウレリウスの仕事や権限は無いに等しく、皇帝不在の時に手紙を代読するといった秘書的な役割が精々だった。執政官としては二つの元老院議長の一人として議会を統制する立場であった。代読作業についてアウレリウスは自身の秘書官に「毎日30通の手紙を口述しているおかげで息が切れそうだ」と皮肉を口にしている 歴史家たちは「アウレリウスは政務に才覚があった」と述べている。毎日元老院で演説と議論の統制を行っていたアウレリウスは、必然的に弁論術を学ばなければならなくなった。

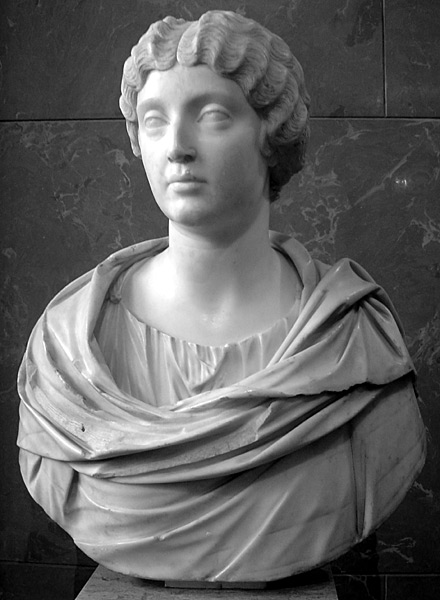
妻・小ファウスティナ

145年、アウレリウスは二度目の執政官叙任を受けた。この時にアウレリウスは体調を崩していた可能性があり、秘書官は「貴方が良い顔色で元老院に入って力強く演説できるように、十分な睡眠を取るべきです」とする手紙を送っている。アウレリウス自身の手紙では「私の体調は快方に向かっている。かつてのように胸に痛みを感じる事はなくなった。しかし私は自分の潰瘍（中略）…について常に意識した治療を行っている。アウレリウスは余り体が丈夫な方ではなく、カッシウス・ディオはそうした部分を感じさせずに振舞う様を賞賛している。
145年、アウレリウスは7年前に結んだ婚約に従って従姉妹の小ファウスティナと結婚した。血統上でも既に近い親族関係にあった両者であるが、法律的には義理の兄妹ですらあったので、どちらかに対して家父長権を放棄せねばならなかった。二人の式典についての記録は散逸しているが、当時の注目を集めた出来事であった事は分かっている。二人の結婚を記念する通貨が出され、また最高神祇官でもあったアントニヌスが式典を監督したと見られる。

### アウレリウスの教師達
136年に成人の儀式を終えたアウレリウスは直ちに弁論術の教育を始めたと考えられている。彼は三人のギリシャ人学者と一人のラテン人学者を教師としたが、これは当時のローマにおけるギリシャ文化の勢威を示している『自省録』にもそうした影響が見て取れる箇所がある。

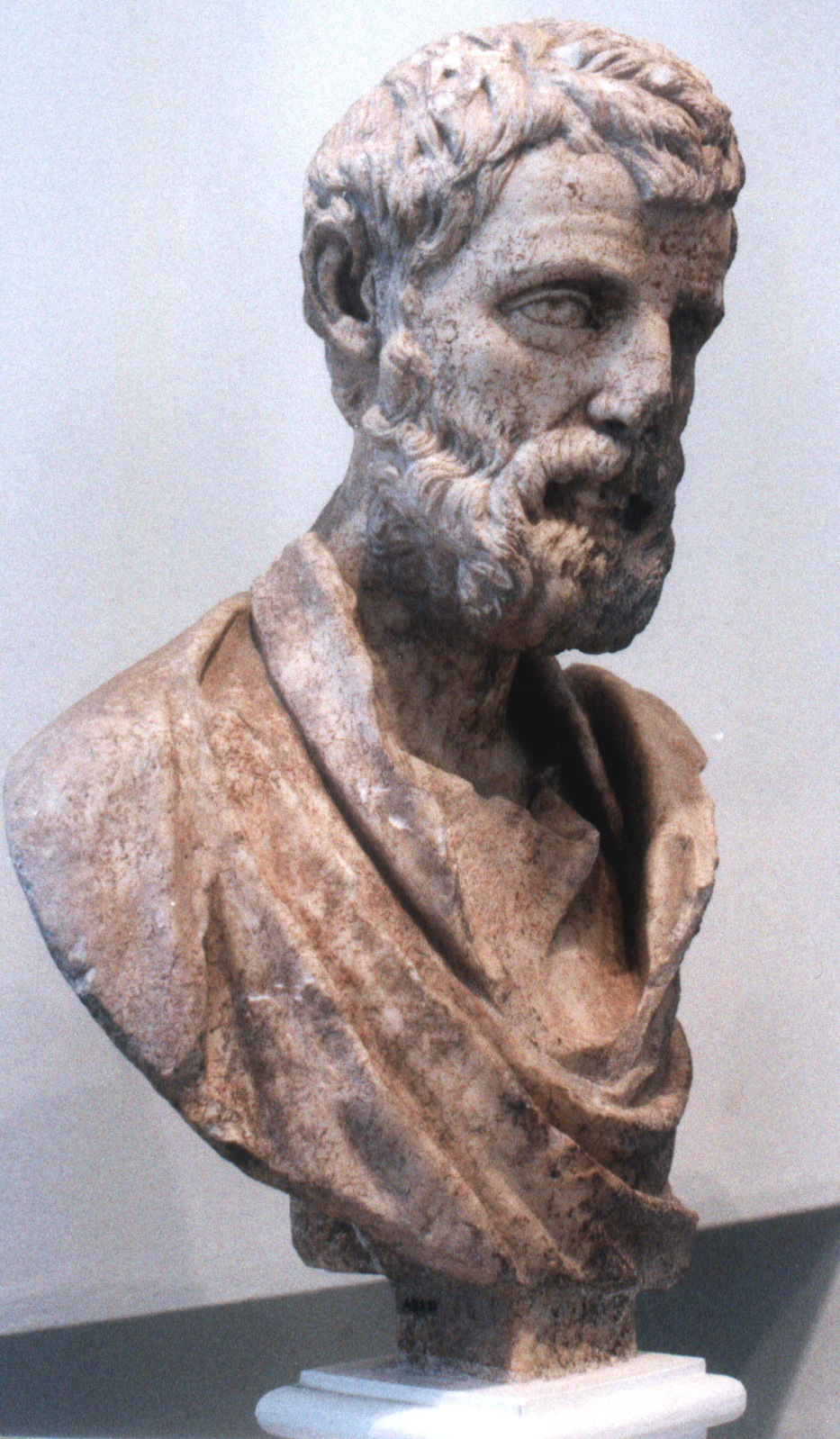
弁論家ヘロデス・アッティコス

その中でも最も重用されていた人物で、アテネ随一の財産家でもあった弁論家ヘロデス・アッティコスの存在は常に論争の的であった。ヘロデスは癇癪持ちで神経質な性格をしており、また傲慢な態度で振る舞って同じアテネ人からも嫌われていた。加えて豪勢な生活を好んだヘロデスはストア主義を否定し、ギリシャ哲学の権威自体も軽視していた。彼はストア派の唱える禁欲を愚かな発想と一蹴して「鈍感で無気力な人生に何の価値がある」と嘲笑した。アウレリウスはヘロデスから弁論術を学び続けたが、やはり個人的には反りが合わなかったらしく『自省録』にヘロデスについては一切言及されていない。
一方、唯一のラテン人家庭教師であったマルクス・コルネリウス・フロントという人物とはとても親密な間柄となった。フロントはマルクス・トゥッリウス・キケロに次ぐ才人と評され、ラテン語の弁論術と修辞学に関して完璧な知識を持っていた。アウレリウスとフロントの往復書簡は大部分が現存しており、アウレリウスはフロントに以下の言葉を贈っている。「親愛なる我が師よ、さようなら。例え何処に居ようとも、貴方への愛と喜びに変わるところはありません。私は貴方を愛しています。なのに何故貴方は此処に居ないのか。」 アウレリウスはフロントと家族ぐるみの付き合いすら持ち、彼の娘と手紙を交わしている。別の手紙では「弁論術の全てを貴方から学べるよう、神に祈りを捧げた」と記されている。フロントは病弱な人物でよく体調を崩して療養する事があり、アウレリウスが書き送った手紙の4分の1は病気を気遣う内容であった。アウレリウスは不幸な師と同じ病が自らに降りかかることすら望んだという。
フロントはアウレリウスに弁論術を教える傍ら弁護士としての活動を続けていたが、ある裁判でヘロデスと争う事になった。アウレリウスはフロントに好意を持っていたが、助言という形でヘロデスとも諍いをしないように求めた。フロントはアウレリウスがヘロデスもまた友として扱った事に感心したが、この一件ばかりは自分も引き下がれないと拒否したという。裁判の結果は記録が残っていない。
26歳の時、アウレリウスはいかに陪審員を説得するかに重きを置いているローマの司法制度に不満を感じるようになっていた。フロントへの手紙で「弁護士の仕事は裁判官の隣で欠伸をするだけと呼ばれないようにすべきです」と書き送っている。アウレリウスは様々な場面を想定して行われる問答や仮想議論に熱意を失い、弁論術の用いる詭弁や言葉遊びの要素を不誠実だと批判したが、フロントには受け入れてもらえず叱責されている。フロントはアウレリウスが哲学に傾倒する事を窘める発言をしている。フロントもまたヘロデスと同じくギリシャ哲学を軽んじていたのである。彼は哲学を「必要な知識を得ることに飽きた若者が傾倒する学問」と形容した上で、アウレリウスが弁論術の修行を怠る事を嘆く手紙を残している。弁論術を学ばなくなってからもアウレリウスはフロントと親密だったが、良心は咎めていたようである。
アウレリウスは次第に興味を哲学へと移していたが、弁論学も直向に学んでいたことに違いは無い。彼の青年時代の教育については、「体を大事にしなかった」こと以外に批判すべき点は見当たらない。
ストア派については上述の通りアポロニウスの存在が大きいが、ユニウス・ルスティクスも大きな影響を与えていた彼はフロントより年上のストア派哲学者で、強権的なドミティアヌス帝の治世に反対して処刑された元老議員アウレリウス・ルスティクスの末裔でもあった。彼はキケロの再来と呼ばれたフロントに対して、暴君ネロを窘めて自殺させられた哲学者ルキウス・アンナエウス・セネカの再来と呼ばれていた。アウレリウスはルティクスを最良の師と呼び、生涯尊敬を続けることとなる。

### 家庭と子女

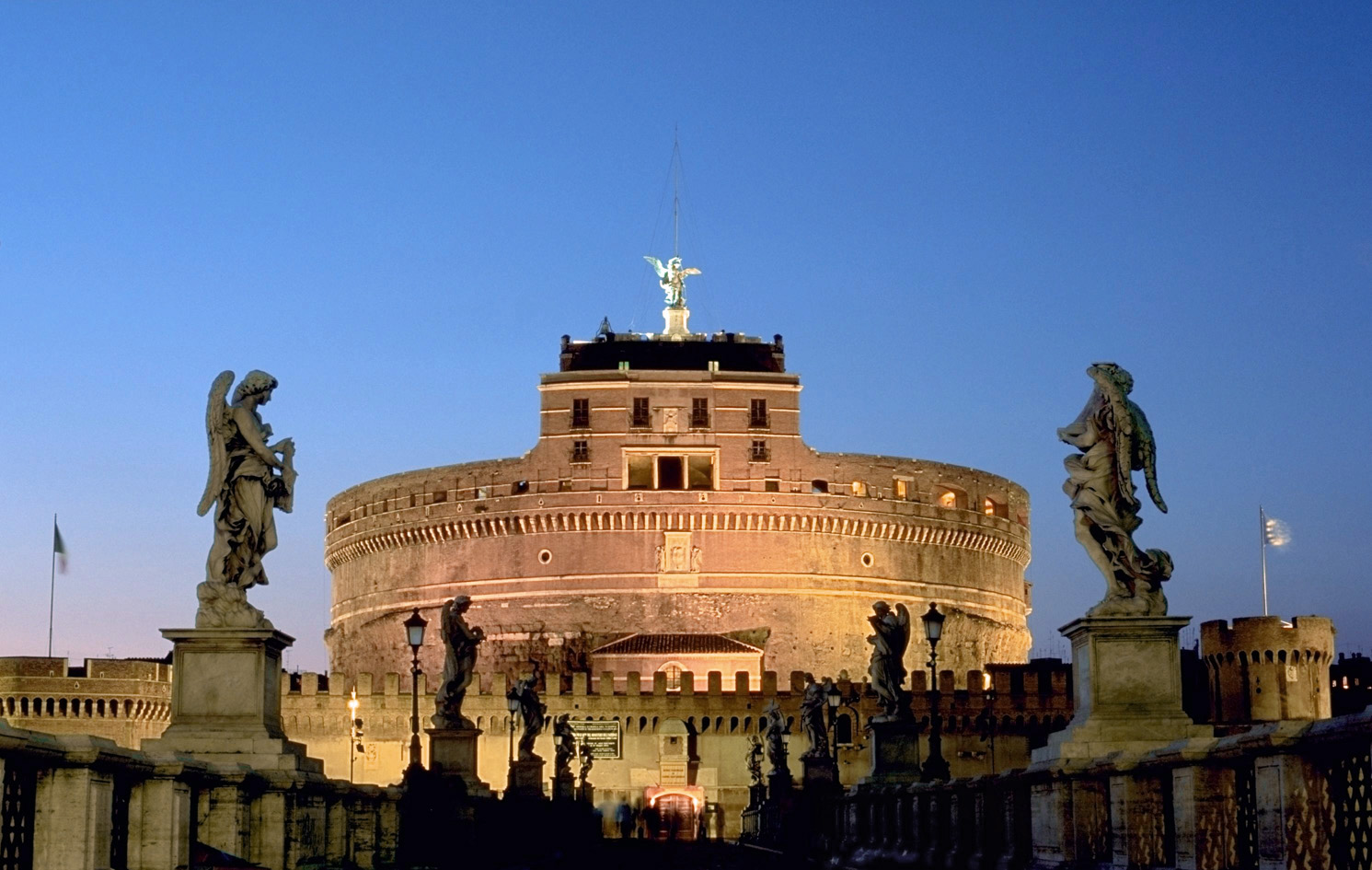
The Mausoleum of Hadrian, where the children of Marcus and Faustina were buried

147年11月30日、小ファウスティナは最初の子供を生み、アウレリウスは長女となる娘にガレリア・ファウスティナと名付けた。ガレリアはその後の23年間で生まれた14人の子供（2度の双生児を含む）の長子となった。その翌日である12月1日にアントニヌスはアウレリウスに護民官職権を与えた。ガレリア・ファウスティナは元老院議員グナエウス・クラウディウス・セウェルスと結婚してグナエウス・クラウディウス・セウェルス（西暦200年に執政官叙任）を生んだが、175年以降からアウレリウスが亡くなる180年以前に病没した。
149年、二度目の出産では双子の兄妹（二卵性双生児）が生まれ、双子の誕生を祝う硬貨（temporum felicitas）が発行された。長男となる兄はゲメルス、次女となる妹はルキッラと名付けられた。この内、次女ルキッラは成人して後にアウレリウスの共同皇帝となったルキウス・ウェルスと結婚した。跡継ぎである長男ゲメルスは子供の死亡率が高い古代ローマでは良くあった事とは言え、不幸にも1歳で亡くなった。それから短期間に四人の子供（次男・三男・四男・三女）が産まれたが157年に四男を失い、161年に相次いで次男・三男・三女を失った。次男と三男については出生を祝う硬貨と二人の墓で分かったことであり、碑銘には「アントニヌス」と「アエリウス」と刻まれている。三女はドミティア・ファウスティナ、四男はハドリアヌスという名で記録されている。
相次いで5人の子供に先立たれたアウレリウスは動じる事無く不幸を受け止めた。彼は『自省録』でイーリアスの有名な言葉を引用している。

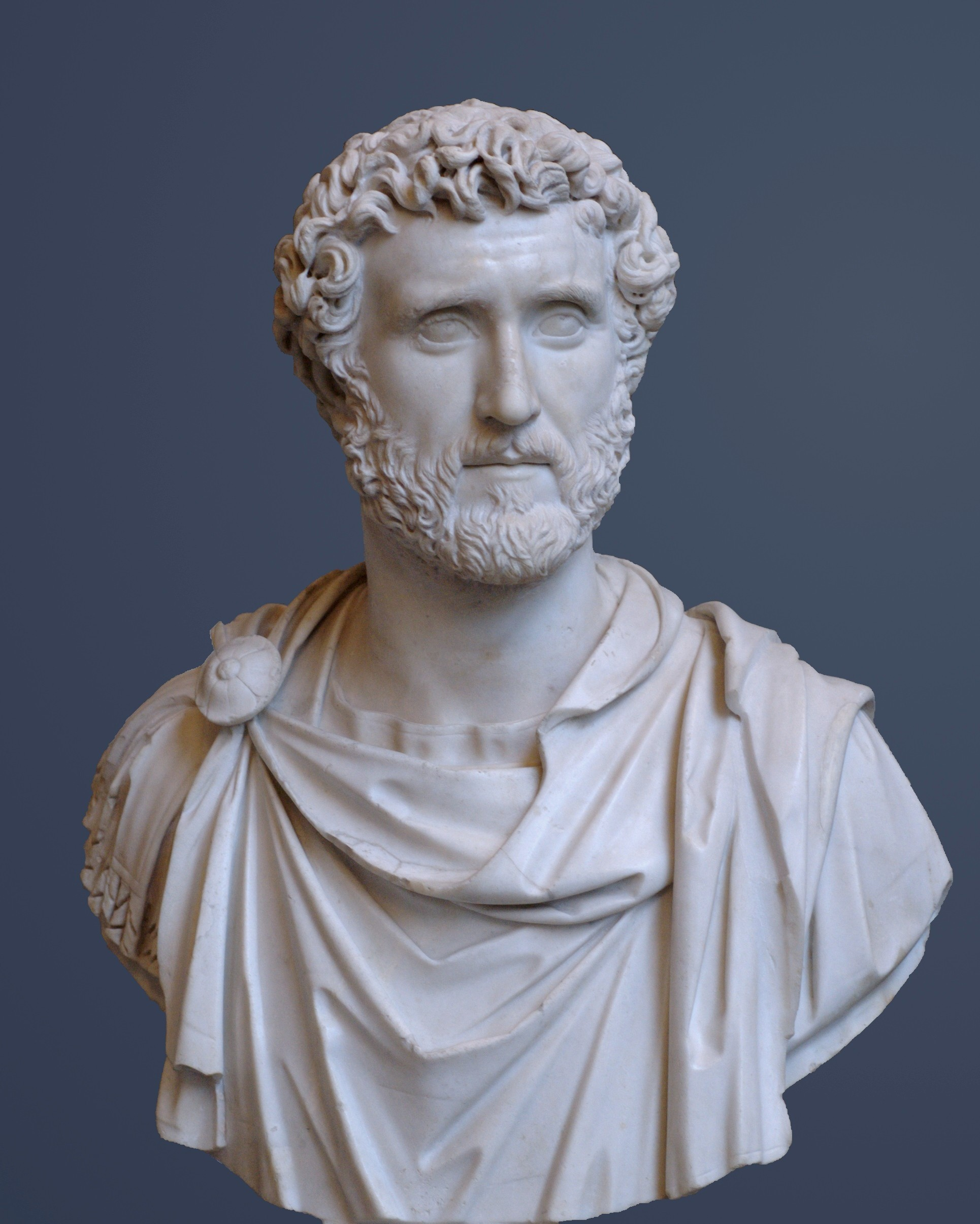
アントニヌス

自身の母ドミティア・ルキッラが亡くなってから5年後となる159年に四女ファデイラが生まれ、翌年となる160年に五女コルニフィキアが生まれた。後にファディラは元老議員マルクス・ペドゥカエウス・プラウティヌス・クィントゥルス、コルニフィキアは元老議員マルクス・ペトロニウス・マメルティヌスとそれぞれ結婚して父の治世を固めるのに貢献した。
そして161年、12年ぶりに双子の子供が出産され、二人の男児を授かることになる。双子はそれぞれ五男ティトゥス、六男コンモドゥスと名付けられた。続いて翌年にも七男ウェルスも生まれ、暫くは子育てに専念するべく子供は儲けられなかった。9年後の171年、久しぶりに子供を儲けて六女サヴィナと名付けられるが、彼女が夫妻の最後の子供となった。
ちなみに158年以前に没した子供がいるが、早世した為か性別不明である。

### アントニヌス帝の死
153年、ルキウス・ウェルスがアントニヌスから財務官へ指名を受け、続いて2年後の155年に執政官へ叙任された。
アウレリウスは財務官と執政官の両職を既に終えていたので、一連の出来事は遅ればせながら後継者候補が等しい立場になった事を意味した。それまでルキウスは皇子を除く称号を与えられていなかった。これはアントニヌスが親族を優先しただけでなく、ルキウスに皇帝の資質が伴っていないという周囲の批判によるものであった。個人的にもアントニヌスはルキウスを嫌い、皇族の一員として残す事はともかくそれ以上の権威は極力与えたがらなかった。160年までルキウス・ウェルスを象った通貨は発行されていない。
155年、70歳を迎えていたアントニヌスは目に見えて衰弱しており、まともに立つことも困難になりつつあった。老いた皇帝は早朝の会議で眠らないように乾いたパンを口の中で噛み続ける習慣を行ったとも言われる。アウレリウスは叔父の補佐官として行動する機会が増え、皇帝の政務を一部代行するようになった。アウレリウスとルキウスが執政官と共同執政官に叙任された160年には既に不治の病を抱えていた。
ある日、アルプス産のチーズを食べたアントニヌスはその夜に嘔吐と発熱を起こした。161年3月7日、アントニヌスは病を押して議会を開くと、自らの寝室に置かれていたフォルトゥナ神の銅像を「アウレリウスの寝室に移せ」と命じた。言い終えるとアントニヌスはそのまま仰向けに倒れて息を引き取った。

## 治世

### 皇帝即位

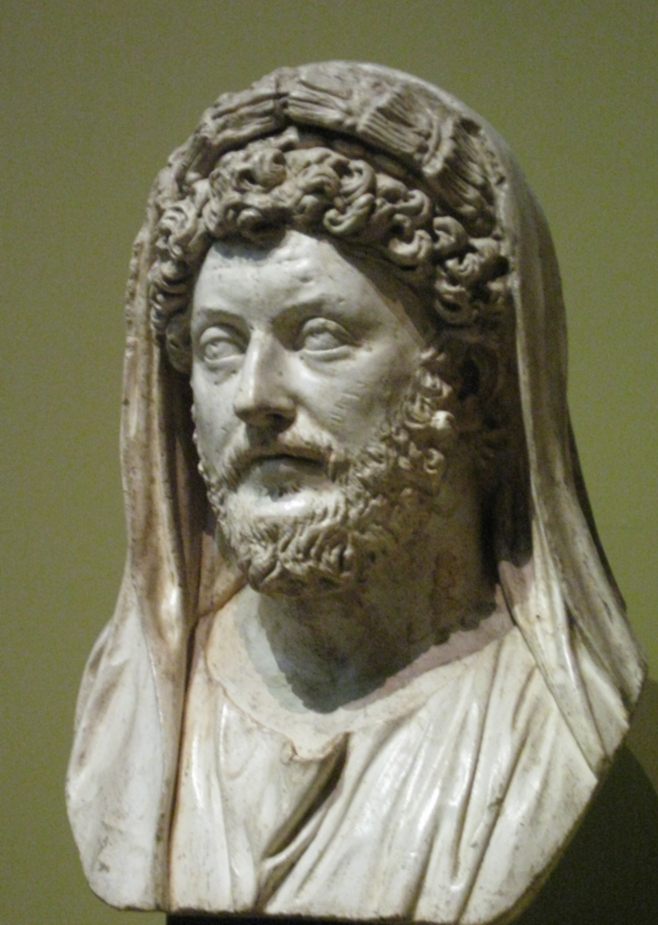
トーガを被るアウレリウス

アントニヌス帝崩御後、誰もが甥にして娘婿であるアウレリウスの即位を有力視し、実質的に皇帝候補者は一人だけのように扱われた。元老院は直ちにアウグストゥス（尊厳者）とインペラトル（軍指揮官）の二大称号を授与、更には最高神官長にも就任した。アウレリウスは皇帝即位を拒む素振りを見せ、複数の伝記作家は「彼は無理に帝位を継がされたのだ」とまで論じている。事実はともかく、アウレリウスのストア派的な価値観からすれば皇帝としての権力に魅力を感じず、退廃した宮廷での政務を好ましく思わなかった可能性はある。
また叔父と自身の即位を企てたハドリアヌス帝を個人的に好んではいなかった（『自省録』ではハドリアヌスに辛辣な評価を与えている）が、恩人の考えに狂いを生じさせるのも不義理と考えていた。従って元老院と叔父が意図的に除外していたルキウス・ウェルスも、ハドリアヌス帝の遺言の通りに自らの共同皇帝にするように命じた。かくしてルキウスも共同皇帝として元老院から認可され、「アウグストゥス」「インペラトル」の称号と護民官職権を得た。

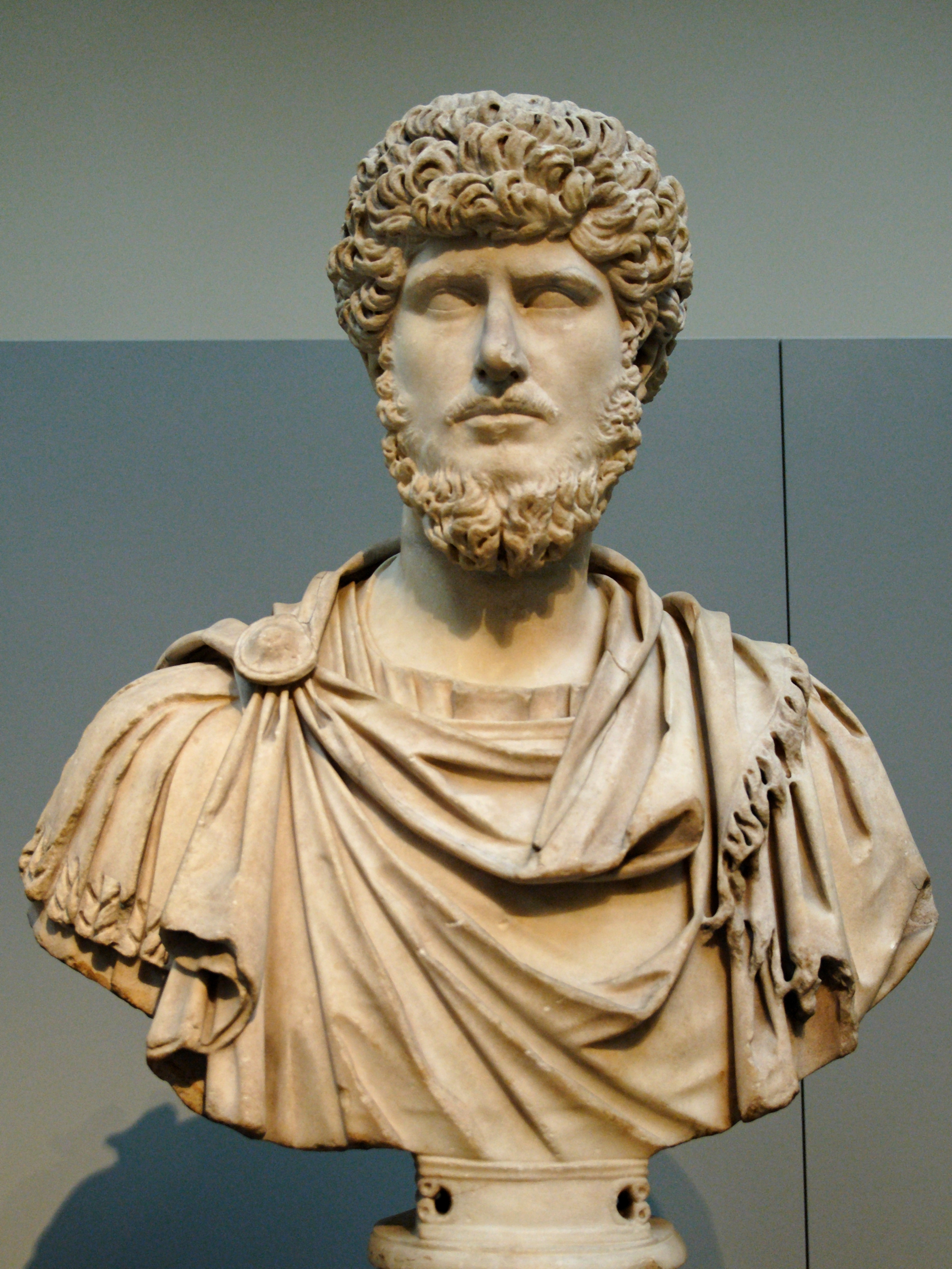
ルキウス・ウェルス像

戴冠した二人はそれぞれ皇帝インペラトル・カエサル・マルクス・アウレリウス・アントニヌス・アウグストゥス（Imperator Caesar Marcus Aurelius Antoninus Augustus）、共同皇帝インペラトル・カエサル・ルキウス・アウレリウス・ウェルス・アウグストゥス（Imperator Caesar Lucius Aurelius Verus Augustus）と名乗った。いわゆる「共同皇帝制」が採用されたのはこれが初めての事例となった。名目上はともかく、実質的にアウレリウスの方が遥かに多くの権限を持ち、ルキウスはアウレリウスの共同者でしかなかった。どちらが皇帝で、どちらがその共同皇帝かは民衆の間ですら明らかであった。伝記作家は「ルキウスはアウレリウスに従った。ちょうど属州総督が皇帝に従うのと同じ理屈で、臣下として従ったのだ」と書き残している。
即位後すぐに二人の皇帝は近衛隊の駐留する城砦カステル・プラトリアに赴いた。ルキウス帝は近衛隊にクラウディウス帝時代からの慣習となっていたドナティブム（皇帝即位時の特別給金）を約束した。しかしルキウスが約束したドナティブムは通例の二倍となる5000セルティウスという巨額であり、数年分の賃金に相当する恩給で近衛隊の忠誠を確固たるものにした。アウレリウス帝の権力継承が磐石であったことを考えれば絶対に必要な行動という訳ではなく、もしもの時の保険という意味合いが強かった。
アントニヌス帝の壮大な葬儀が終わった後、アウレリウス帝とルキウス帝は先帝を神の列に並べる事を提案した。かつてそのアントニヌス帝がハドリアヌス帝を神格化しようとした時の猛烈な反発とは対照的に、元老院はアントニヌス帝を神として祭る事を直ちに承認した。遺骸はハドリアヌス廟に葬られたと伝えられる。アントニヌス神殿は後にアウレリウスの妻で、先帝の娘である小ファウスティナも祭られ、アントニヌス・ファウスティナ神殿と呼ばれた。現在もこの神殿はカトリック教会によって保全されている。。
先帝の財産は全て娘である妻ファウスティナが相続したが、アウレリウス個人も富豪の娘である母ドミティアから財産を受け継いでいたのでそれほど重要な出来事ではなかった。父の死の直後、ファウスティナはコモドゥスとティトゥスの双子を出産したが、その際に二つの恐ろしい怪物を生む夢を見たとされる。占い師達は双子の出産を吉兆としたが、かの暴君カリグラと同じ誕生日である事だけは不安に感じられた。五男と六男の誕生は盛大に祝われ、二人の皇子を象った通貨が発行された。

### 初期統治
即位してすぐにまずアウレリウス帝は自らの長女で、法律上はルキウス帝の義姪にあたるルキッラとルキウス帝の結婚を決定した。同時に帝国初期の路線に沿って、貧民階級の子供に対する慈善政策を進めた。アウレリウスはその質素な生活と、貴族的でない謙虚な振る舞いから民衆の人気を集めていた。言論の自由は保障され、喜劇作家が皇帝を揶揄する文言を発表しても決して罰せられなかった。それ以前の皇帝達はもちろん、以後の皇帝達でもこうした事を許す場合は少なかった。伝記作家は「寛大な方法を見落とさなかった」と述べている。
次にアウレリウス帝は人事政策に着手し、帝国要職の刷新を行った。通信長官（Ab epistulis）をセクストゥス・カエキリウス・クレスセンス・ウォルシアヌス（Sextus Caecilius Crescens Volusianus）からティトゥス・ウァリウス・クレメンス（Titus Varius Clemens）に交代させた。ティトゥス・クレメンスはマウレタニア戦争での活躍で台頭し、5つの属州総督を歴任した人物であった。彼は軍部隊指揮に関する実績があり、有事に備えての人事であった。かつてアウレリウスの教育に携わった人物の一人であり、即位時にはエジプト総督を務めていたルキウス・ウォルシウス・マエキアヌス（Lucius Volusius Maecianus）は元老院議席を与えられて国庫長官 (aerarium Saturni)に指名された。後にウォルシウスは執政官にも叙任されている。更に恩師フロントの子息オウフィディウス・ウィクトリアヌス（Aufidius Victorinus）も抜擢され、属州ゲルマニア・スペリオルの総督に任命された。

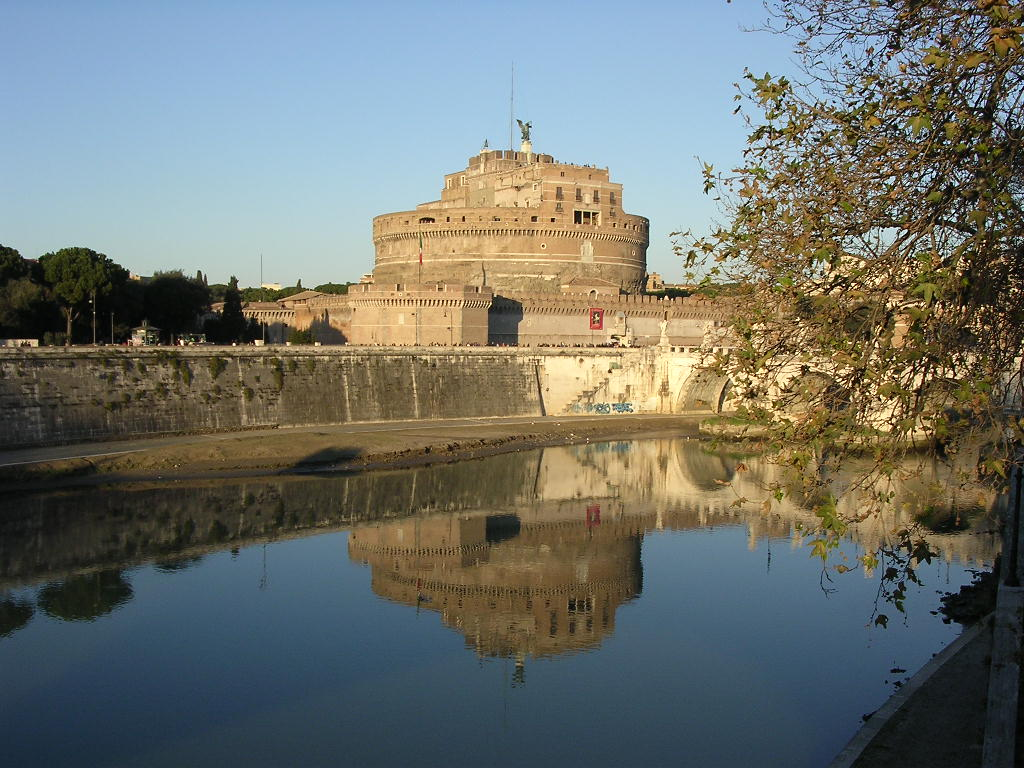
ティベリス川

属州アフリカのキルタ市で隠棲していたフロントは教え子の即位を聞くと3月28日に帝都ローマへ向かい、自由民にアウレリウス帝への手紙を託した。あえてフロントは直接アウレリウス帝に手紙を送ることはしなかった。フロントは自らの教え子を誇りに思い、手紙にこう記した。「貴方には天賦の才があった。その才は今完成しつつある。成長する果実は実をつけ、民衆に熟した収穫を与えるだろう。私は貴方に希望を抱き、そしてその希望は現実となった」。後に二人は再会の場を持つが、そこにルキウス帝を呼ぶ考えは双方に無かった。ルキウス帝はアウレリウス帝ほどフロントから敬意を受けていなかった。アウレリウス帝は恩師に今読んでいる本（ルキウス・コエリウス・アンティパテル）についての話をした。アウレリウスは確かに「庶民的な皇帝」として大衆に人気があったが、次第に多くの困難を抱え始め「最も幸福な時代」と呼ばれた初期の統治は終わりを迎える。
162年の春、ティベリス川（現テヴェレ川）の増水によってラティウム地方に甚大な被害が及び、農作物の損失から飢饉が発生した。
全ての皇帝がそうであるように、君主の政務の殆どは公文書の制作と署名で費やされる。アウレリウスは法律に関する専門的知識を持ち、それに基づいた改革や行政を行った。特にアウレリウスは孤児や少年少女の保護、解放奴隷についての法律、市議会議員の選出方法などを改革した。

### パルティア戦争

#### 初期の敗北
アントニヌス帝は死の間際に何時の日か帝国の脅威となるだろう周辺国の君主について言い残したが、その一人に含まれていたパルティア王ヴォロガセス4世による戦乱が引き起こされた。161年に、帝国の庇護下にあったアルメニア王国にパルティア軍が侵攻、王を追放して新たに親パルティア派の君主を立てる行動に出た。アルメニア王国を管轄内とするカッパドキア総督マルクス・セダティウス・セウェリアヌス(Marcus Sedatius Severianus)はガリア地方で幾つもの軍功を挙げた人物であった。セウェリアヌスは占い師の助言もあって積極的な攻勢を決断し、軍を率いてアルメニア王国へ向かった。第9軍団ヒスパナを中心とするセウェリアヌス軍はアルメニア領内に到達したが、途中でパルティア軍の伏兵攻撃に大敗を喫してカッパドキアへ敗走した。
時同じくしてブリタンニア・ラエティア・ゲルマニアなどでも周辺勢力の攻撃が活発化、特にカッティ族とタウヌス族の存在が国境防衛を脅かしていた。アウレリウスはこうした状況に何ら有効な準備を行えなかった。アウレリウスは政務に関する経験は豊富ながら軍事的な知識や才覚に乏しく、国境地帯の属州総督を経験したこともなかった。状況は刻一刻と悪化を続け、対応に遅れるアウレリウスを尻目にパルティア軍はカッパドキアに続いてシリア総督の軍勢も撃破する勝利を挙げた。
それから暫くして漸くアウレリウスは対パルティアの増援部隊を編成する準備を整え、元老院議員ユリウス・ゲミニウス・マルキアヌスを司令官に第10軍団「ゲミナ」をウィンドボナから派遣した。更に追加で属州ゲルマニア・スペリオルのボンナから第1軍団「ミネルウァ」を、属州パンノニアのアクィクムから第2軍団「アディウトリクス」を、そして属州ダキアのトロエミスから第5軍団「マケドニカ」をそれぞれ東方属州に投入した。必然的に西方の守りは弱まる事になるため、アウレリウスは各国境駐屯軍に周辺勢力を刺激しないように厳命した。これらの増援軍と現地軍を取りまとめる属州シリアの総督には新たにアウレリウスの従兄弟マルクス・アンニウス・リボが任命された。しかし彼は特段の軍事的功績があった訳ではなく、アウレリウスは能力より自らが信頼できる人物を送り込むという決断を下した。
遠征軍派遣後、アウレリウスはエトルリア地方のアルシウムで4日間の休養を取ることになった。アウレリウスは文通を続けていたコルネリウス・フロントにアルシウムの滞在について相談事はしないと書き送っている。フロントは「君が暇を潰すためにアルシウムへ向かったことを知らないとでも？」と皮肉を述べ、きちんと休養を取るのであれば先帝アントニヌスの様に釣りやレスリングに興じてはどうかと助言した。しかし不安に苛まれていたアウレリウスはもっぱら滞在中は公文書を書き続けることで時間を潰していた。アウレリウスはフロントに「私はどんな状態でも行わなければならない義務がある」と書き、手紙の内容からは敗北の責任を感じている事がうかがえる。
フロントはアウレリウスに幾つかの読み物を差し入れる一方、現在も保存されている「De bello Parthico (パルティア戦争について)」と題した長大な手紙をアウレリウスに送っている。この手紙は古今東西の歴史上における事件や人物・格言を例に出しながら、不安を感じているアウレリウスを宥める目的で書かれている。手紙は「過去にローマが敵に敗れ去った事は何度もある」とした上で、「だが最後は常にローマがその力を敵に思い知らせてきたのだ」と記述されている。

#### アンティオキア

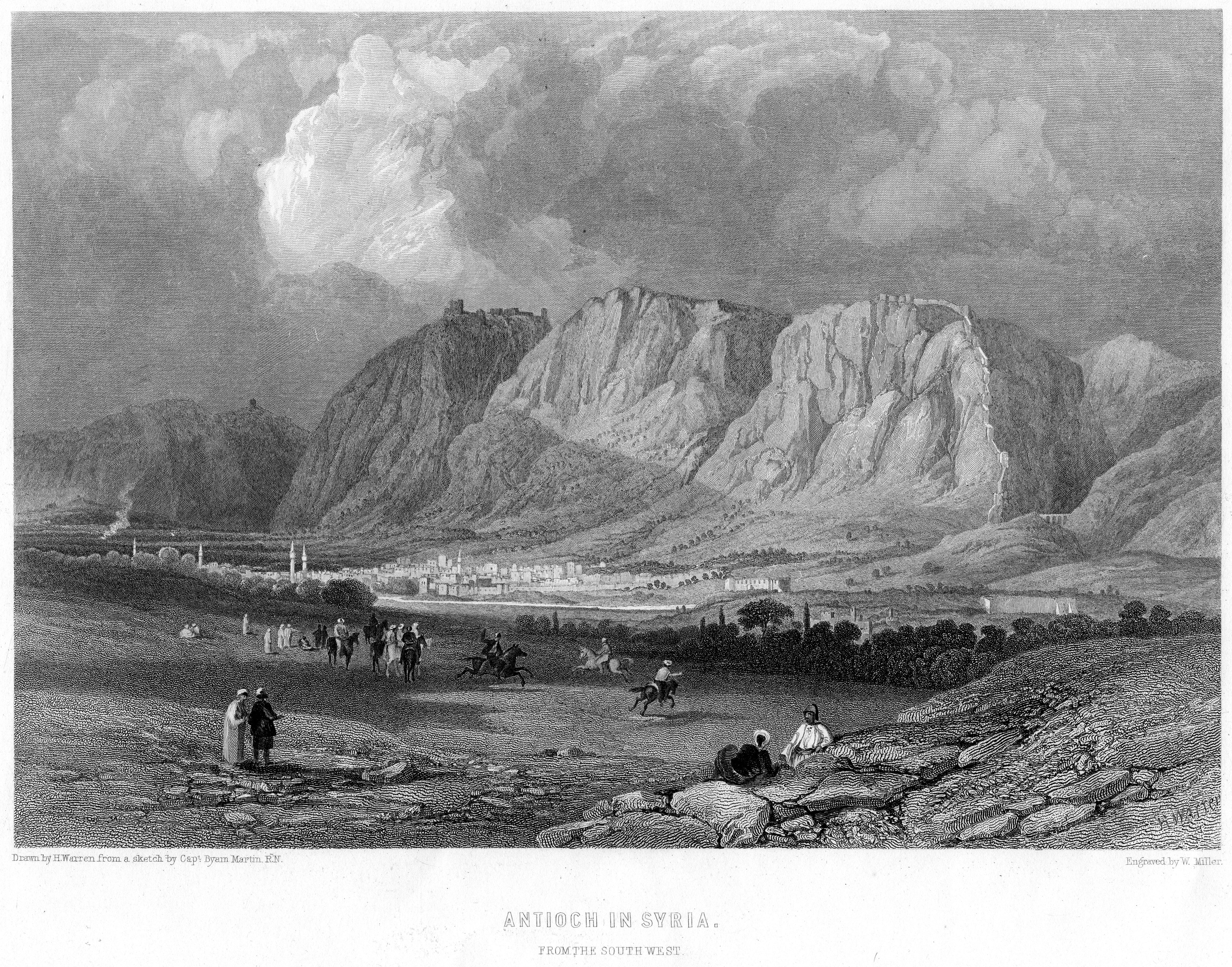
自堕落なシリア軍は戦場よりアンティオキアで過ごす時間の方が多いと揶揄された

一向に事態が好転しない事に対する不安が募る中、思いがけず白羽の矢が立てられたのが無能力さから今回の動乱にも無関係と思われていたルキウス帝であった。元老院はルキウス帝を前線に派遣することで軍の督戦を行わせようと考えた。しかしルキウスに関する伝記はそれ以外にも「ルキウス帝に皇帝の責務を自覚させる」「戦場の恐怖で倫理観を抱かせる」といった具合に、云わば厄介払いとしての部分もあったのではないかと記録している。ともかく162年に元老院はルキウス帝の親征を承認する決議を行ったが、アウレリウスに関しては「民衆が滞在を望んでいる」としてローマへ留まることが勧められた。
ルキウス帝は一部の例を除いて殆どの時間をアンティオキアの後方陣営地で過ごした。同時代の論者達はルキウスの退廃癖が前線でも改められていないと批判し、朝から晩までルキウス帝は賭け事に熱中して前線を訪問せず、周囲にお気に入りの役者達を置いて気侭な生活を送っていた。更に実務面を統括していたシリア総督アンニウス・リボの存在を疎んで暗殺したと噂されている。
163年、アウレリウス帝は自身の長女ルキッラとルキウス帝の婚姻を取り決めた。アウレリウス帝はルキウス帝が既に大勢の愛人を抱えていることを知っていたが、敢えてルキウス帝への親睦として娘を嫁がせた。この時、ルッキラは15歳に満たない少女であったと考えられている。結婚の仲介役としてルキウス帝の叔父にあたるウェトゥレヌス・シウィカ・バルバルウス（Vettulenus Civica Barbarus）を向かわせた。バルバルウスは実質的にアンニウスの後任としてルキウスの目付け役も兼ねていたと思われる。
当初、アウレリウスも娘の婚姻に合わせて前線に向かう計画もあったが、これは実現しなかった。アウレリウスは途中まで娘と一行を見送ると自らはローマに戻り、各属州に一行に対して何かしらの特別扱いを行わないように命令を下している。

#### 戦争終結
緩慢な反撃を続けるローマ軍は163年になってアルメニア王国の首都アルカタを占領した。ルキウスは戦争に何ら寄与していなかったが、名目上の司令官として「アルメニクス（Armeniacus）」の称号を元老院から与えられた。同時にアウレリウスにも称号授与が行われたが、彼は戦争終結までは辞退すると返答している。しかしインペラトル（凱旋将軍）の称号については共に受け取ったと見られる。

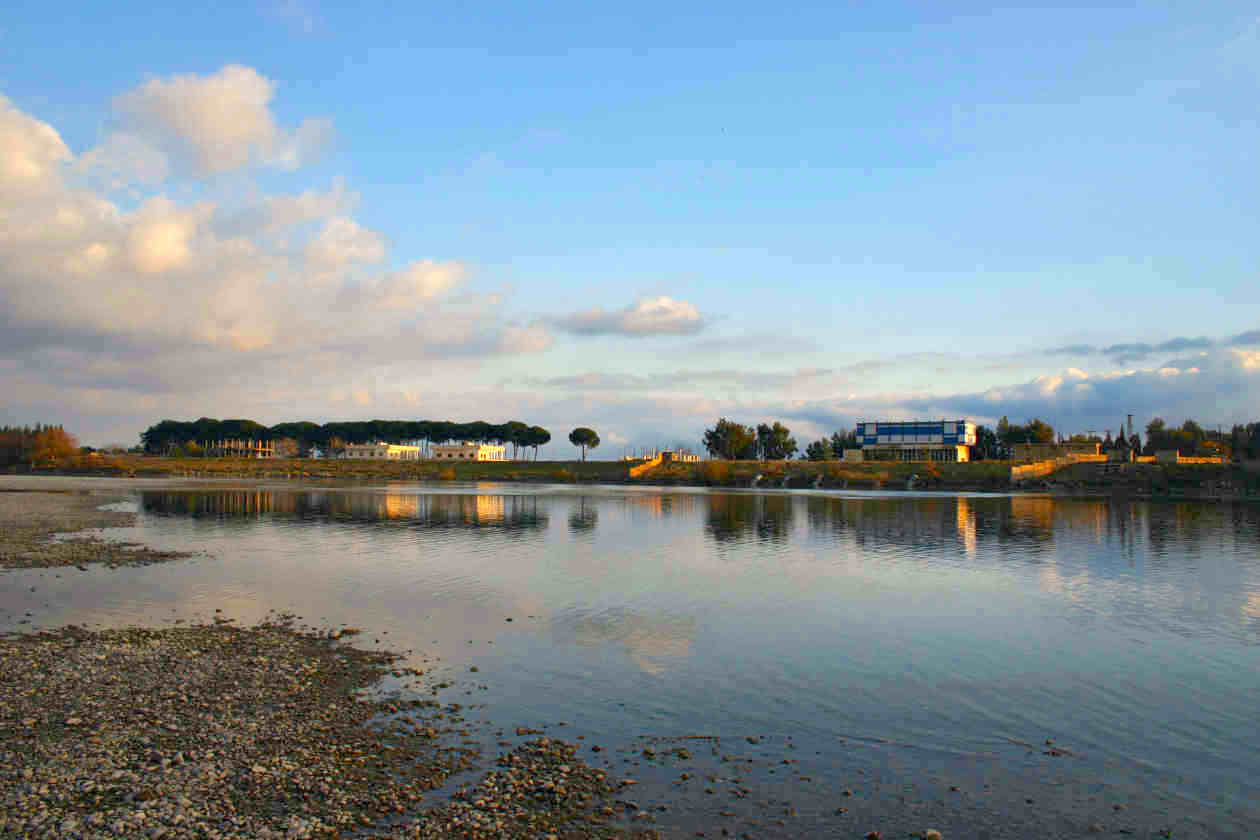
ユーフラテス河畔のラッカ。エデッサの南

アルメニアを奪還したローマは荒廃したアルカタを放棄して新しい都を建設して、そこに首都を遷都させた。新しい皇帝にはローマの元老院議員・執政官カイウス・イウリウス・ソハエムスが着任、形式的な王の戴冠式はアルメニア領内外で行われた。ルキウス帝がアルメニア王の宮殿に訪れると、ソハエムスは元老議員として玉座を皇帝に譲り、ルキウス帝が玉座に座る儀式が行われた。
一方、パルティア王国軍は反撃として今度はオスロエネ王国のエデッサに軍を送り込み、再び傀儡君主を立てる行動に出た。対するローマ軍は軍を南下させてユーフラテス川の南側から渡河を決行、そこから北進して南からパルティア軍を牽制した。ほどなくユーフラテスの北側も制圧したローマ軍はオスロエネ王国へ援軍を派遣してエデッサの南西部に拠点を確保した。
165年、ローマ軍はエデッサを陥落させて親ローマ派の君主を復位させた。パルティア軍はニシビスに退いて抵抗を続けたが、やがてオスロエネ王国からチグリス川へ撤収した。戦いで顕著な活躍を見せたのが第3軍団「ガリカ」を率いる元老院議員ガイウス・アウィディウス・カッシウスであり、ドゥラの戦いでパルティア軍に多大な損害を与えた。同年の暮れまでに追撃を続けるアウィディウス軍はセレウキアとクテシフォンというパルティア王国の二大都市を占領する大功を挙げた。クテシフォンに入城したローマ軍はパルティア王の宮殿を焼き払い、これに恐れをなしたセレウキアのギリシャ系住民はパルティア軍を追い払って自ら開城した。しかしセレウキアに入城したローマ軍は約束を反故にして略奪を行い、大勢の市民が虐殺された。元老院の批判に対してルキウス帝は「セレウキアの住民が約束を破った」と強弁した。
物資不足と疫病の関係からローマ軍の戦力は削られたが、問題なくアウィディウスは軍勢を本土へと帰還させた。元老院はアンティオキアのルキウス帝に「パルティニクス・マキシムス」を新たな称号として与え、アウレリウスとルキウスはインペラトル経験数を3回へと増やした。またアウィディウスが帰還途中にメディアを占領したので、ルキウスは「メディクス」の称号と 4度目のインペラトルを授与された。後にアウレリウスも「パルティニクス・マキシムス」の称号を与えられている。

#### 凱旋
上記のようにルキウス帝（次いでアウレリウス帝も）はパルティア戦争の勝利に関する多くの栄誉を元老院から与えられた。しかし真の功労者が前線で戦っていた軍指揮官達、特にクテシフォンとセレウキアを攻め落としたカイウス・アウィディウス・カッシウスであった事は誰の目にも明らかであった。アウィディウスは属州シリアのキュロス出身で、ガイウス・アウィディウス・ヘリオドルス（Gaius Avidius Heliodorus）の子として生まれた。ハドリアヌス帝時代に軍人として頭角を現し、エジプト総督などを歴任していた。論功行賞で166年にアウィディウスは直属の軍司令官マルティウス・ウェルス（Martius Verus）と共に執政官に叙任され、それぞれシリア総督（アウィディウス）とカッパドキア総督（マルティウス）に任命された。
ローマ本国ではアウレリウス帝とルキウス帝による凱旋式が挙行され、二人の皇帝に加えてその妻や子供も含めたかつてない大規模な式典が行われた。その一員に5歳になった嫡男の六男コンモドゥスと七男ウェルスが居り、二人は父から副帝（カエサル）の称号を与えられ、民衆に後継者であることが示された。戦争終結に沸くローマであったが、翌年から始まったアントニヌスの疫病と呼ばれた天然痘の大流行によってウェルスは病没し、アウレリウスやコンモドゥスも病に倒れた。カッシウス・ディオによれば一日2000名の人間が死に絶え、帝国全土に広がった疫病は500万以上の人命を失わせた。
この時、アントニヌス帝が東方属州から派遣した使者が中国の漢帝国に到達したことは広く知られており、歴史書『後漢書』には大秦国王（ローマ帝国皇帝）の安敦（アントニヌス）の使者が訪れたと記録されている。

### マルコマンニ戦争
詳細はマルコマンニ戦争を参照

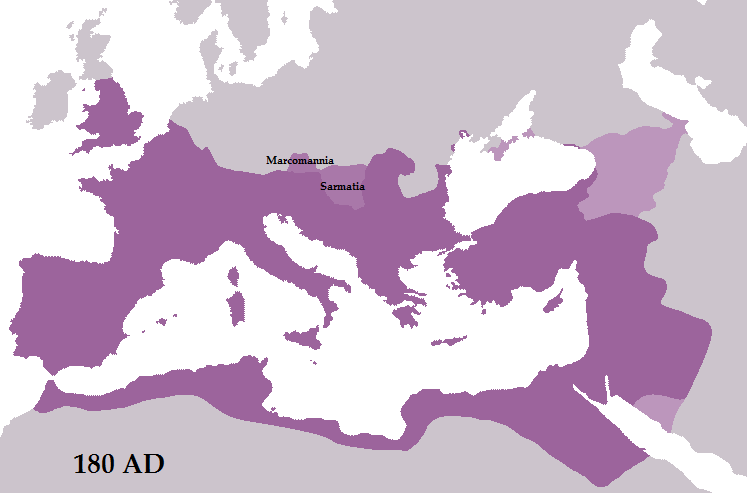
アウレリウス死没時の帝国領

コルネリウス･フロントの子息オウフィディウス・ウィクトリアヌスはゲルマニア・スペリオル総督として滞在、ゲルマニア地方の諸族に対する外交政策を一任されていた。ウィクトリアヌスはゲルマニア地方の防備が極めて粗雑な状態にあると報告した。辺境の要塞は多くが破壊され、中欧や北欧では動乱の兆しが見られ、駐屯軍の指揮官階級は腐敗しつつあった。
しばしばアウレリウス時代の総督達は経験ではなく縁故主義によってアウレリウスとその王朝（ネルウァ＝アントニヌス朝）と親しい人物から任命された。ルキウス・ダスミウス・トゥッリウス・トゥスクス（L. Dasumius Tullius Tuscus）はハドリアヌス帝の親族で、経験豊富であった上パンノニア総督ノニウス・マクリヌス（Nonius Macrinus）の後任となった。下パンノニア総督は無名の人物ティベリウス・ハテリウス・サトゥルニヌス（Ti. Haterius Saturnius）が務めていた。ラッリウス・バッスス（Iallius Bassus）がルキウス帝のアンティオキアの陣地を訪れた時、マルクス・セルウィリウス・ファビアヌス・マクシムス（M. Servilius Fabianus Maximus）は上モエシア総督から下モエシア総督へと転任した。後任の上モエシア総督にはポンティウス・ラエリアヌス（Pontius Laelianus）の息子が派遣された。西方の防備は弱まる一方で、下パンノニアに至っては軍団が一つも配置されていなかった。
160年代、ゲルマニアやそれ以外の地域に住む諸民族は各地でローマ国境への侵入を試みるようになり、特にドナウ川流域では全域にわたって蛮族の攻撃が繰り返された。この動きは恐らく、より遠方（サルマティアなど）での動乱が影響したものと考えられている。最初に始まった162年のカッティ族による攻撃はゲルマニア・スペリオルの駐屯軍によって撃退された。しかし続いて166年に起きたドナウ川での攻撃はより深刻な事態となり、マルコマンニ族を中核にロンバルディア族・クアディ族などを含めた遊牧勢力がドナウ川を渡河した。さらにこれに呼応してサルマティア族がドナウ川と隣接するティサ川を越えて同じく帝国領内へ進出した。
これらの動きはパルティア戦争の影響で有効に対処できず、3年後の167年になって反撃が模索されはじめた。今度はアウレリウス帝とルキウス帝の双方が軍を指揮したが、169年にルキウス帝が謎の死を遂げるとアウレリウスが単独で親征を継続した。戦いは泥沼の長期戦となり、アウレリウスのそれから死没までの人生はマルコマンニ戦争で使い果たされることになる。遠征の最中、7人兄弟で唯一の生き残りとなっていたコンモドゥスが共同皇帝に指名され、もしもに備えての権力移譲も整えられた。
戦いはローマ軍の苦戦が続き、取り分けクアディ族とマルコマンニ族は2度にわたってローマ軍を打ち破って南下を続けた。両部族は一時イタリア本土にまで到達してオデルツォ市とアクイレイア市が包囲される事態となった。またダキアではコストボキ族がモエシアを越えてマケドニアやギリシャ諸都市を脅かしていた。10年以上にわたって次々と増援戦力が編成されては前線に送り込まれ、アウレリウスは軍勢を鼓舞することに努め続けた。戦争末期には概ねの敵が元の国境地帯に押し返された。しかし蛮族との最終的な和睦は模索されたままで戦いは続き、アウレリウスは発想を転換して逆にゲルマニアへ新しい領域を形成する攻勢主義へと転じる決断を下した。しかし計画は長引く戦乱に対する不満を背景にしたガイウス・アウィディウス・カッシウスの反乱によって断念された。東方属州の大部分を纏め上げていたアウィディウスは、身体の衰えが隠せなくなっていたアウレリウスが病没した噂から挙兵を決断した。しかし後にこれは誤りであったことが判明し、アウィディウスは遠征に出る前にアウレリウス側に内通していた将官によって暗殺された。
その後、再びアウレリウスはボヘミア地方への進出を目指してその準備に奔走したが、実現するより先に寿命が訪れることになった。

### 死没
180年3月17日、アウレリウスは滞在中のウィンドボナで病没した。遺骸は直ちに陣営地で火葬により弔われ、遺灰が厳重な警備の元に帝都ローマのハドリアヌス廟へ送られた。ゲルマニア諸族とサルマティア諸族に抵抗し続けた彼の治世後半は英雄的な評価を確実なものとし、元老院はアウレリウスを他のネルウァ＝アントニヌス朝の歴代君主と並んで神に祭ることを認めた。帝位は既に生前に禅譲されていたコンモドゥスがそのまま継承することが決められた。当初は清廉な青年であったコンモドゥスが次第にローマ史の著名な暴君の一人として名を残す結果となると、この決定は後世の歴史家の間で議論の対象となった。
同時代の歴史家で元老院議員でもあったカッシウス・ディオは以下のように述べている。
現代の歴史家マイケル・グラントは『ローマの最盛期』（1968年）においてアウレリウスの権力移譲を解説する文章を記述した。

## 略年表
- 121年 ローマにて出生
- 138年
  - 叔父アントニヌス・ピウスの後継者に指名
  - 叔父の娘ファウスティナと婚約（従兄妹婚）
- 139年 クァエストル就任
- 140年 一度目の執政官叙任
- 145年 二度目の執政官叙任
- 160年 三度目の執政官叙任
- 161年 
  - 皇帝即位（共同皇帝ルキウス・ウェルス）
  - パルティア戦争
- 164年 元老院からアルメニクスの称号を与えられる
- 166年 元老院からパルティニクスの称号を与えられる
- 168年 第一次マルコマンニ戦争
- 171年 元老院からダキアニクスの称号を与えられる
- 172年 元老院からゲルマニクスの称号を与えられる
- 175年 ガイウス・アウィディウス・カッシウスの反乱
- 177年 第二次マルコマンニ戦争
- 180年 ウィンドボナで崩御

### 建築物
- アントニヌス・ピウスの記念柱
- アウレリウスの大橋

## 著作
アウレリウスはマルコマンニ戦争の後半から、自らへの戒めを兼ねて思索を綴って著作『自省録』を完成させた。本来は他者に公開するために書いた訳ではなかった為、原文には「自分自身へ」と簡潔な表題が書かれていた。彼は少年期に傾倒したストア派の禁欲主義を生涯にわたって守り続け、これを美徳として価値観の中心に置いていた。したがってストア派の思想書として第一に挙げられ、近代でもフリードリヒ2世、ジョン・スチュアート・ミル、マシュー・アーノルド、ヨハン・ヴォルフガング・フォン・ゲーテ、温家宝などが愛読書としていた。
『自省録』が後世のローマ帝国にどんな程度の影響を与えたのかは定かではないが、後世の皇帝であるフラウィウス・クラウディウス・ユリアヌスは『自省録』自体には触れないながらもアウレリウスの哲学者としての影響を論じている。現在見ることができる『自省録』は10世紀に書かれた原文の写本を1558年に出版形式に直したものである。

## 子息

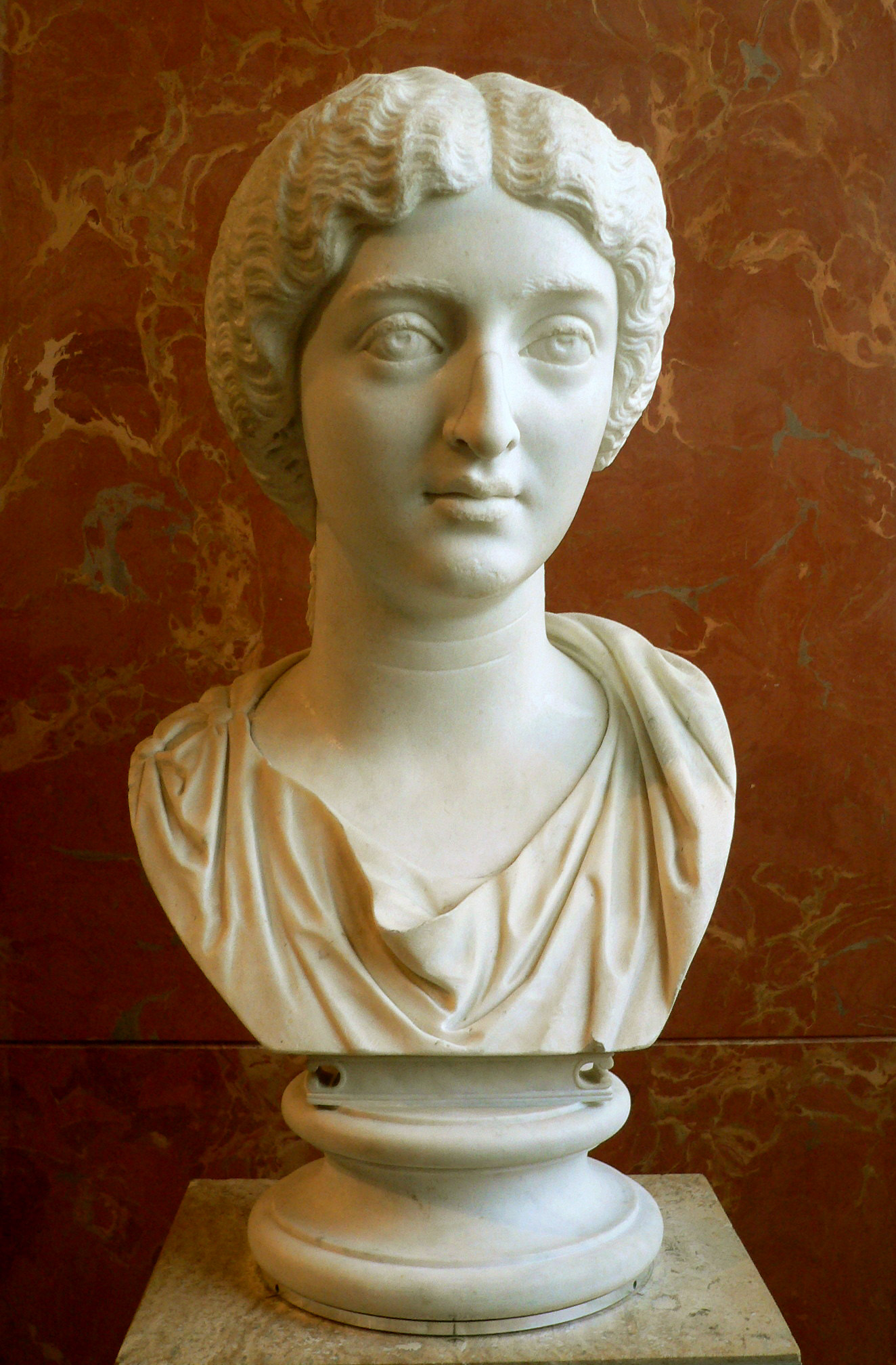
Bust of Faustina the Younger, Louvre, Paris

アウレリウスと小ファウスティナは30年間の結婚生活で14人の子息を儲けた。女児はドミティアを除いて成人したが、男児は長男ゲメルスから五男ティトゥス、七男ウェルスまでの6人に早世される不幸があり、六男コンモドゥスのみが生き残り、帝位を継承した（ちなみに158年以前に夭折した子息がいるが性別不明の為、「7男7女」（女児2人が早世したのか）なのか「8男6女」（男児が7人早世したのか）なのかは不明）。つまり、幼児期を無事越すことができたのは半数以下の6人（1男5女：長女ガレリア、次女ルキッラ、四女ファディッラ、五女アンニア・コルニフィキア・ファウスティナ・ミノル、六男コンモドゥス、六女サビナ）で、アウレリウスの死後も生き残ったのは次女ルキッラ、四女ファディッラ、五女アンニア・コルニフィキア・ファウスティナ・ミノル、六男コンモドゥス、六女サビナの1男4女の5人。更に自身の子女（アウレリウスと小ファウスティナの孫）が記録されているのは長女ガレリア、次女ルキッラ、四女ファディッラ、五女アンニア・コルニフィキア・ファウスティナ・ミノルの4人と絞られ、男系子孫は192年のコンモドゥス暗殺で途絶えた為、後世に残ったアウレリウスの子孫は全て女系子孫となる。
1. 長男ゲメルス・ルキラエ（149年 - 150年）：ルキッラとは双子。幼児にて病没。
2. 次男ティトゥス・アエリウス・アントニヌス（150年以降 - 161年）：早世。
3. 三男ティトゥス・アエリウス・アウレリウス（150年以降 - 161年）：早世。
4. 四男ハドリアヌス（152年 - 157年）：早世。
5. 五男ティトゥス・アウレリウス・フラウィウス・アントニヌス（161年 - 165年）：コンモドゥスとは双子でティトゥスは兄にあたる。幼児にて病没。
6. 六男ルキウス・アウレリウス・コンモドゥス・アントニヌス（161年 - 192年）：第17代ローマ皇帝。五男ティトゥスとは双子でコンモドゥスは弟にあたる。男子の中で唯一、アウレリウス死後も生き残り、帝位を継承。ネルウァ＝アントニヌス朝と深い繋がりを持っていたブルッティウス家の子女ブルッティア・クリスピナ（164年 - 191年）と結婚、子女は無く、コンモドゥスも暗殺されたことで、ネルウァ=アントニヌス朝からの皇帝の輩出はコンモドゥスの代で途絶えることとなる。
7. 七男マルクス・アンニウス・ウェルス（162年5月以降 - 169年9月10日）：副帝叙任後に6～7歳で病没。
8. 長女アンニア・アウレリア・ガレリア・ファウスティナ（147年11月30日 - 175年以降から180年以前）：第1子（長子）。執政官グナエウス・クラウディウス・セウェルスと結婚してグナエウス・クラウディウス・セウェルス（西暦200年に執政官叙任）を儲ける。182年の弟コンモドゥス暗殺未遂事件の際、アウレリウスの5人の子女が生き残っていたことが（次女ルキッラ、四女ファディッラ、五女アンニア・コルニフィキア・ファウスティナ・ミノル、六男コンモドゥス、六女サビナ）が記録に確実に見られるが、その中にガレリアの名前が見られないことから、175年からアウレリウスが没する180年の間に亡くなったと推測できる。ガレリアの血筋は8世紀以降も存続している。ローマ帝国崩壊後も子孫が続いたことが確実なのはガレリアのみである。
9. 次女アンニア・アウレリア・ルキッラ（149年 - 182年）：ゲメルス・ルキラエとは双子。共同皇帝ルキウス・ウェルスと結婚。ルキウス・ウェルスの死後、ティベリウス・クラウディウス・ポンペイアヌス（125年 - 193年）と再婚。ルキッラの血筋は少なくとも3世紀（ルキッラの死から50～60年後）まで存続していることが確認される。一説に姉ガレリアの血筋と合体し、8世紀まで続いたともされるが不明。
10. 三女ドミティア・ファウスティナ（150年以降 - 161年）：早世。
11. 四女アンニア・アウレリア・ファディッラ（159年 - 211年以降）：執政官マルクス・ペドゥカエウス・プラウティウス・クィンティッルスと結婚。息子プラウティウス・クィンティッルスと娘プラウティア・セルウィッラの1男1女がいるが、この代で血筋が絶えている。
12. 五女アンニア・コルニフィキア・ファウスティナ・ミノル（160年 - 212年） ：執政官マルクス・ペトロニウス・マメルティヌスと結婚。173年以降に息子ペトロニウス・アントニヌスを儲けたが、この息子は妻子無く、190年から192年の間にコンモドゥスによって殺害された。後にルキウス・ディディウス・マリヌスと再婚したが、子女は無い。
13. 六女ウィビア・アウレリア・サビナ（170年 - 217年以前）：執政官ルキウス・ブッルスと結婚。188年にブッルスが処刑された後は、ルキウス・アウレリウス・アガクリュトゥスと再婚。いずれの夫との間には子女は無い。
14. 性別不明：158年以前に没。何番目に生まれたかは正確には不明だが、少なくとも長女アンニア・アウレリア・ガレリア・ファウスティナ（147年生誕）よりも後で、四女アンニア・アウレリア・ファディッラ（159年生誕）よりも前である。

## 家系図
|  |  |  |  |                             |                             |                             |                             |                             |                             |        |        |                         |                         |                         |                         |                         |                         |                |                |                             |                             |                             |                             |                             |                             |              |              |                         |                         |                         |                         |                         |                         |            |            |                             |                             |                             |                             |                             |                             |                         |                         |                           |                           |                           |                           |                           |                           |                   |                   |                           |                           |                           |                           |                           |                           |  |  |                   |                   |                   |                   |                   |                   |
|  |  |  |  |                             |                             |                             |                             |                             |                             |        |        |                         |                         |                         |                         |                         |                         |                |                |                             |                             |                             |                             |                             |                             |              |              |                         |                         |                         |                         |                         |                         |            |            |                             |                             |                             |                             |                             |                             |                         |                         |                           |                           |                           |                           |                           |                           |                   |                   |                           |                           |                           |                           |                           |                           |  |  |                   |                   |                   |                   |                   |                   |
|  |  |  |  |                             |                             |                             |                             |                             |                             |        |        |                         |                         | マルキア                | マルキア                | マルキア                | マルキア                | マルキア       | マルキア       |                             |                             | 大トラヤヌス                | 大トラヤヌス                | 大トラヤヌス                | 大トラヤヌス                | 大トラヤヌス | 大トラヤヌス |                         |                         | ネルウァ                | ネルウァ                | ネルウァ                | ネルウァ                | ネルウァ   | ネルウァ   |                             |                             | ウルピア                    | ウルピア                    | ウルピア                    | ウルピア                    | ウルピア                | ウルピア                |                           |                           |                           |                           |                           |                           |                   |                   |                           |                           |                           |                           |                           |                           |  |  |                   |                   |                   |                   |                   |                   |
|  |  |  |  |                             |                             |                             |                             |                             |                             |        |        |                         |                         | マルキア                | マルキア                | マルキア                | マルキア                | マルキア       | マルキア       |                             |                             | 大トラヤヌス                | 大トラヤヌス                | 大トラヤヌス                | 大トラヤヌス                | 大トラヤヌス | 大トラヤヌス |                         |                         | ネルウァ                | ネルウァ                | ネルウァ                | ネルウァ                | ネルウァ   | ネルウァ   |                             |                             | ウルピア                    | ウルピア                    | ウルピア                    | ウルピア                    | ウルピア                | ウルピア                |                           |                           |                           |                           |                           |                           |                   |                   |                           |                           |                           |                           |                           |                           |  |  |                   |                   |                   |                   |                   |                   |
|  |  |  |  |                             |                             |                             |                             |                             |                             |        |        |                         |                         |                         |                         |                         |                         |                |                |                             |                             |                             |                             |                             |                             |              |              |                         |                         |                         |                         |                         |                         |            |            |                             |                             |                             |                             |                             |                             |                         |                         |                           |                           |                           |                           |                           |                           |                   |                   |                           |                           |                           |                           |                           |                           |  |  |                   |                   |                   |                   |                   |                   |
|  |  |  |  |                             |                             |                             |                             |                             |                             |        |        |                         |                         |                         |                         |                         |                         |                |                |                             |                             |                             |                             |                             |                             |              |              |                         |                         |                         |                         |                         |                         |            |            |                             |                             |                             |                             |                             |                             |                         |                         |                           |                           |                           |                           |                           |                           |                   |                   |                           |                           |                           |                           |                           |                           |  |  |                   |                   |                   |                   |                   |                   |
|  |  |  |  |                             |                             |                             |                             |                             |                             |        |        |                         |                         | マルキアナ              | マルキアナ              | マルキアナ              | マルキアナ              | マルキアナ     | マルキアナ     |                             |                             | トラヤヌス                  | トラヤヌス                  | トラヤヌス                  | トラヤヌス                  | トラヤヌス   | トラヤヌス   |                         |                         | ポンペイア              | ポンペイア              | ポンペイア              | ポンペイア              | ポンペイア | ポンペイア |                             |                             |                             |                             |                             |                             |                         |                         |                           |                           |                           |                           |                           |                           |                   |                   |                           |                           |                           |                           |                           |                           |  |  |                   |                   |                   |                   |                   |                   |
|  |  |  |  |                             |                             |                             |                             |                             |                             |        |        |                         |                         | マルキアナ              | マルキアナ              | マルキアナ              | マルキアナ              | マルキアナ     | マルキアナ     |                             |                             | トラヤヌス                  | トラヤヌス                  | トラヤヌス                  | トラヤヌス                  | トラヤヌス   | トラヤヌス   |                         |                         | ポンペイア              | ポンペイア              | ポンペイア              | ポンペイア              | ポンペイア | ポンペイア |                             |                             |                             |                             |                             |                             |                         |                         |                           |                           |                           |                           |                           |                           |                   |                   |                           |                           |                           |                           |                           |                           |  |  |                   |                   |                   |                   |                   |                   |
|  |  |  |  |                             |                             |                             |                             |                             |                             |        |        |                         |                         |                         |                         |                         |                         |                |                |                             |                             |                             |                             |                             |                             |              |              |                         |                         |                         |                         |                         |                         |            |            |                             |                             | ハドリアヌス・ アフェル     | ハドリアヌス・ アフェル     | ハドリアヌス・ アフェル     | ハドリアヌス・ アフェル     | ハドリアヌス・ アフェル | ハドリアヌス・ アフェル |                           |                           | 大パウリナ                | 大パウリナ                | 大パウリナ                | 大パウリナ                | 大パウリナ        | 大パウリナ        |                           |                           |                           |                           |                           |                           |  |  |                   |                   |                   |                   |                   |                   |
|  |  |  |  |                             |                             |                             |                             |                             |                             |        |        |                         |                         |                         |                         |                         |                         |                |                |                             |                             |                             |                             |                             |                             |              |              |                         |                         |                         |                         |                         |                         |            |            |                             |                             | ハドリアヌス・ アフェル     | ハドリアヌス・ アフェル     | ハドリアヌス・ アフェル     | ハドリアヌス・ アフェル     | ハドリアヌス・ アフェル | ハドリアヌス・ アフェル |                           |                           | 大パウリナ                | 大パウリナ                | 大パウリナ                | 大パウリナ                | 大パウリナ        | 大パウリナ        |                           |                           |                           |                           |                           |                           |  |  |                   |                   |                   |                   |                   |                   |
|  |  |  |  |                             |                             | フルギ                      | フルギ                      | フルギ                      | フルギ                      | フルギ | フルギ |                         |                         | マティディア            | マティディア            | マティディア            | マティディア            | マティディア   | マティディア   |                             |                             |                             |                             |                             |                             | サビニウス   | サビニウス   | サビニウス              | サビニウス              | サビニウス              | サビニウス              |                         |                         |            |            |                             |                             |                             |                             |                             |                             |                         |                         |                           |                           |                           |                           |                           |                           |                   |                   |                           |                           |                           |                           |                           |                           |  |  |                   |                   |                   |                   |                   |                   |
|  |  |  |  |                             |                             | フルギ                      | フルギ                      | フルギ                      | フルギ                      | フルギ | フルギ |                         |                         | マティディア            | マティディア            | マティディア            | マティディア            | マティディア   | マティディア   |                             |                             |                             |                             |                             |                             | サビニウス   | サビニウス   | サビニウス              | サビニウス              | サビニウス              | サビニウス              |                         |                         |            |            |                             |                             |                             |                             |                             |                             |                         |                         |                           |                           |                           |                           |                           |                           |                   |                   |                           |                           |                           |                           |                           |                           |  |  |                   |                   |                   |                   |                   |                   |
|  |  |  |  |                             |                             |                             |                             |                             |                             |        |        |                         |                         |                         |                         |                         |                         |                |                |                             |                             |                             |                             |                             |                             |              |              |                         |                         |                         |                         |                         |                         |            |            |                             |                             |                             |                             |                             |                             |                         |                         |                           |                           |                           |                           |                           |                           |                   |                   |                           |                           |                           |                           |                           |                           |  |  |                   |                   |                   |                   |                   |                   |
|  |  |  |  |                             |                             |                             |                             |                             |                             |        |        |                         |                         |                         |                         |                         |                         |                |                |                             |                             |                             |                             |                             |                             |              |              |                         |                         |                         |                         |                         |                         |            |            |                             |                             |                             |                             |                             |                             |                         |                         |                           |                           |                           |                           |                           |                           |                   |                   |                           |                           |                           |                           |                           |                           |  |  |                   |                   |                   |                   |                   |                   |
|  |  |  |  | ルピリア・アンニア          | ルピリア・アンニア          | ルピリア・アンニア          | ルピリア・アンニア          | ルピリア・アンニア          | ルピリア・アンニア          |        |        | アンニウス・ ウェルス   | アンニウス・ ウェルス   | アンニウス・ ウェルス   | アンニウス・ ウェルス   | アンニウス・ ウェルス   | アンニウス・ ウェルス   |                |                | ルピリア                    | ルピリア                    | ルピリア                    | ルピリア                    | ルピリア                    | ルピリア                    |              |              | ウィビア・サビナ        | ウィビア・サビナ        | ウィビア・サビナ        | ウィビア・サビナ        | ウィビア・サビナ        | ウィビア・サビナ        |            |            | ハドリアヌス                | ハドリアヌス                | ハドリアヌス                | ハドリアヌス                | ハドリアヌス                | ハドリアヌス                |                         |                         | アンティノウス            | アンティノウス            | アンティノウス            | アンティノウス            | アンティノウス            | アンティノウス            |                   |                   | 小パウリナ                | 小パウリナ                | 小パウリナ                | 小パウリナ                | 小パウリナ                | 小パウリナ                |  |  |                   |                   |                   |                   |                   |                   |
|  |  |  |  | ルピリア・アンニア          | ルピリア・アンニア          | ルピリア・アンニア          | ルピリア・アンニア          | ルピリア・アンニア          | ルピリア・アンニア          |        |        | アンニウス・ ウェルス   | アンニウス・ ウェルス   | アンニウス・ ウェルス   | アンニウス・ ウェルス   | アンニウス・ ウェルス   | アンニウス・ ウェルス   |                |                | ルピリア                    | ルピリア                    | ルピリア                    | ルピリア                    | ルピリア                    | ルピリア                    |              |              | ウィビア・サビナ        | ウィビア・サビナ        | ウィビア・サビナ        | ウィビア・サビナ        | ウィビア・サビナ        | ウィビア・サビナ        |            |            | ハドリアヌス                | ハドリアヌス                | ハドリアヌス                | ハドリアヌス                | ハドリアヌス                | ハドリアヌス                |                         |                         | アンティノウス            | アンティノウス            | アンティノウス            | アンティノウス            | アンティノウス            | アンティノウス            |                   |                   | 小パウリナ                | 小パウリナ                | 小パウリナ                | 小パウリナ                | 小パウリナ                | 小パウリナ                |  |  |                   |                   |                   |                   |                   |                   |
|  |  |  |  |                             |                             |                             |                             |                             |                             |        |        |                         |                         |                         |                         |                         |                         |                |                |                             |                             |                             |                             |                             |                             |              |              |                         |                         |                         |                         |                         |                         |            |            |                             |                             |                             |                             |                             |                             |                         |                         |                           |                           |                           |                           |                           |                           |                   |                   |                           |                           |                           |                           |                           |                           |  |  |                   |                   |                   |                   |                   |                   |
|  |  |  |  |                             |                             |                             |                             |                             |                             |        |        |                         |                         |                         |                         |                         |                         |                |                |                             |                             |                             |                             |                             |                             |              |              |                         |                         |                         |                         |                         |                         |            |            |                             |                             |                             |                             |                             |                             |                         |                         |                           |                           |                           |                           |                           |                           |                   |                   |                           |                           |                           |                           |                           |                           |  |  |                   |                   |                   |                   |                   |                   |
|  |  |  |  | ドミティア・ ルキッラ       | ドミティア・ ルキッラ       | ドミティア・ ルキッラ       | ドミティア・ ルキッラ       | ドミティア・ ルキッラ       | ドミティア・ ルキッラ       |        |        | アンニウス・ ウェルス   | アンニウス・ ウェルス   | アンニウス・ ウェルス   | アンニウス・ ウェルス   | アンニウス・ ウェルス   | アンニウス・ ウェルス   |                |                | リボ                        | リボ                        | リボ                        | リボ                        | リボ                        | リボ                        |              |              | 大ファウスティナ        | 大ファウスティナ        | 大ファウスティナ        | 大ファウスティナ        | 大ファウスティナ        | 大ファウスティナ        |            |            | アントニヌス・ ピウス       | アントニヌス・ ピウス       | アントニヌス・ ピウス       | アントニヌス・ ピウス       | アントニヌス・ ピウス       | アントニヌス・ ピウス       |                         |                         | ルキウス・ アエリウス     | ルキウス・ アエリウス     | ルキウス・ アエリウス     | ルキウス・ アエリウス     | ルキウス・ アエリウス     | ルキウス・ アエリウス     |                   |                   | ユリア・パウリナ          | ユリア・パウリナ          | ユリア・パウリナ          | ユリア・パウリナ          | ユリア・パウリナ          | ユリア・パウリナ          |  |  |                   |                   |                   |                   |                   |                   |
|  |  |  |  | ドミティア・ ルキッラ       | ドミティア・ ルキッラ       | ドミティア・ ルキッラ       | ドミティア・ ルキッラ       | ドミティア・ ルキッラ       | ドミティア・ ルキッラ       |        |        | アンニウス・ ウェルス   | アンニウス・ ウェルス   | アンニウス・ ウェルス   | アンニウス・ ウェルス   | アンニウス・ ウェルス   | アンニウス・ ウェルス   |                |                | リボ                        | リボ                        | リボ                        | リボ                        | リボ                        | リボ                        |              |              | 大ファウスティナ        | 大ファウスティナ        | 大ファウスティナ        | 大ファウスティナ        | 大ファウスティナ        | 大ファウスティナ        |            |            | アントニヌス・ ピウス       | アントニヌス・ ピウス       | アントニヌス・ ピウス       | アントニヌス・ ピウス       | アントニヌス・ ピウス       | アントニヌス・ ピウス       |                         |                         | ルキウス・ アエリウス     | ルキウス・ アエリウス     | ルキウス・ アエリウス     | ルキウス・ アエリウス     | ルキウス・ アエリウス     | ルキウス・ アエリウス     |                   |                   | ユリア・パウリナ          | ユリア・パウリナ          | ユリア・パウリナ          | ユリア・パウリナ          | ユリア・パウリナ          | ユリア・パウリナ          |  |  |                   |                   |                   |                   |                   |                   |
|  |  |  |  |                             |                             |                             |                             |                             |                             |        |        |                         |                         |                         |                         |                         |                         |                |                |                             |                             |                             |                             |                             |                             |              |              |                         |                         |                         |                         |                         |                         |            |            |                             |                             |                             |                             |                             |                             |                         |                         |                           |                           |                           |                           |                           |                           |                   |                   |                           |                           |                           |                           |                           |                           |  |  |                   |                   |                   |                   |                   |                   |
|  |  |  |  |                             |                             |                             |                             |                             |                             |        |        |                         |                         |                         |                         |                         |                         |                |                |                             |                             |                             |                             |                             |                             |              |              |                         |                         |                         |                         |                         |                         |            |            |                             |                             |                             |                             |                             |                             |                         |                         |                           |                           |                           |                           |                           |                           |                   |                   |                           |                           |                           |                           |                           |                           |  |  |                   |                   |                   |                   |                   |                   |
|  |  |  |  | 大コルニフィキア            | 大コルニフィキア            | 大コルニフィキア            | 大コルニフィキア            | 大コルニフィキア            | 大コルニフィキア            |        |        | マルクス・ アウレリウス | マルクス・ アウレリウス | マルクス・ アウレリウス | マルクス・ アウレリウス | マルクス・ アウレリウス | マルクス・ アウレリウス |                |                | 小ファウスティナ            | 小ファウスティナ            | 小ファウスティナ            | 小ファウスティナ            | 小ファウスティナ            | 小ファウスティナ            |              |              | アウレリア・ ファディラ | アウレリア・ ファディラ | アウレリア・ ファディラ | アウレリア・ ファディラ | アウレリア・ ファディラ | アウレリア・ ファディラ |            |            |                             |                             |                             |                             |                             |                             |                         |                         |                           |                           |                           |                           |                           |                           |                   |                   | サリナトル                | サリナトル                | サリナトル                | サリナトル                | サリナトル                | サリナトル                |  |  |                   |                   |                   |                   |                   |                   |
|  |  |  |  | 大コルニフィキア            | 大コルニフィキア            | 大コルニフィキア            | 大コルニフィキア            | 大コルニフィキア            | 大コルニフィキア            |        |        | マルクス・ アウレリウス | マルクス・ アウレリウス | マルクス・ アウレリウス | マルクス・ アウレリウス | マルクス・ アウレリウス | マルクス・ アウレリウス |                |                | 小ファウスティナ            | 小ファウスティナ            | 小ファウスティナ            | 小ファウスティナ            | 小ファウスティナ            | 小ファウスティナ            |              |              | アウレリア・ ファディラ | アウレリア・ ファディラ | アウレリア・ ファディラ | アウレリア・ ファディラ | アウレリア・ ファディラ | アウレリア・ ファディラ |            |            |                             |                             |                             |                             |                             |                             |                         |                         |                           |                           |                           |                           |                           |                           |                   |                   | サリナトル                | サリナトル                | サリナトル                | サリナトル                | サリナトル                | サリナトル                |  |  |                   |                   |                   |                   |                   |                   |
|  |  |  |  |                             |                             |                             |                             |                             |                             |        |        |                         |                         |                         |                         |                         |                         |                |                |                             |                             |                             |                             |                             |                             |              |              |                         |                         |                         |                         |                         |                         |            |            |                             |                             |                             |                             |                             |                             |                         |                         |                           |                           |                           |                           |                           |                           |                   |                   |                           |                           |                           |                           |                           |                           |  |  |                   |                   |                   |                   |                   |                   |
|  |  |  |  |                             |                             |                             |                             |                             |                             |        |        |                         |                         |                         |                         |                         |                         |                |                |                             |                             |                             |                             |                             |                             |              |              |                         |                         |                         |                         |                         |                         |            |            |                             |                             |                             |                             |                             |                             |                         |                         |                           |                           |                           |                           |                           |                           |                   |                   |                           |                           |                           |                           |                           |                           |  |  |                   |                   |                   |                   |                   |                   |
|  |  |  |  | 小コルニフィキア            | 小コルニフィキア            | 小コルニフィキア            | 小コルニフィキア            | 小コルニフィキア            | 小コルニフィキア            |        |        | ファディッラ            | ファディッラ            | ファディッラ            | ファディッラ            | ファディッラ            | ファディッラ            |                |                | コンモドゥス                | コンモドゥス                | コンモドゥス                | コンモドゥス                | コンモドゥス                | コンモドゥス                |              |              | ルキッラ                | ルキッラ                | ルキッラ                | ルキッラ                | ルキッラ                | ルキッラ                |            |            | ルキウス・ウェルス          | ルキウス・ウェルス          | ルキウス・ウェルス          | ルキウス・ウェルス          | ルキウス・ウェルス          | ルキウス・ウェルス          |                         |                         | ケイオニア・ プラウティア | ケイオニア・ プラウティア | ケイオニア・ プラウティア | ケイオニア・ プラウティア | ケイオニア・ プラウティア | ケイオニア・ プラウティア |                   |                   |                           |                           |                           |                           |                           |                           |  |  |                   |                   |                   |                   |                   |                   |
|  |  |  |  | 小コルニフィキア            | 小コルニフィキア            | 小コルニフィキア            | 小コルニフィキア            | 小コルニフィキア            | 小コルニフィキア            |        |        | ファディッラ            | ファディッラ            | ファディッラ            | ファディッラ            | ファディッラ            | ファディッラ            |                |                | コンモドゥス                | コンモドゥス                | コンモドゥス                | コンモドゥス                | コンモドゥス                | コンモドゥス                |              |              | ルキッラ                | ルキッラ                | ルキッラ                | ルキッラ                | ルキッラ                | ルキッラ                |            |            | ルキウス・ウェルス          | ルキウス・ウェルス          | ルキウス・ウェルス          | ルキウス・ウェルス          | ルキウス・ウェルス          | ルキウス・ウェルス          |                         |                         | ケイオニア・ プラウティア | ケイオニア・ プラウティア | ケイオニア・ プラウティア | ケイオニア・ プラウティア | ケイオニア・ プラウティア | ケイオニア・ プラウティア |                   |                   |                           |                           |                           |                           |                           |                           |  |  |                   |                   |                   |                   |                   |                   |
|  |  |  |  |                             |                             |                             |                             |                             |                             |        |        |                         |                         |                         |                         |                         |                         |                |                |                             |                             |                             |                             |                             |                             |              |              |                         |                         |                         |                         |                         |                         |            |            |                             |                             |                             |                             |                             |                             |                         |                         |                           |                           |                           |                           |                           |                           |                   |                   |                           |                           |                           |                           |                           |                           |  |  |                   |                   |                   |                   |                   |                   |
|  |  |  |  |                             |                             |                             |                             |                             |                             |        |        |                         |                         |                         |                         |                         |                         |                |                |                             |                             |                             |                             |                             |                             |              |              |                         |                         |                         |                         |                         |                         |            |            |                             |                             |                             |                             |                             |                             |                         |                         |                           |                           |                           |                           |                           |                           |                   |                   |                           |                           |                           |                           |                           |                           |  |  |                   |                   |                   |                   |                   |                   |
|  |  |  |  | アンニア・ ファウスティナ   | アンニア・ ファウスティナ   | アンニア・ ファウスティナ   | アンニア・ ファウスティナ   | アンニア・ ファウスティナ   | アンニア・ ファウスティナ   |        |        |                         |                         |                         |                         | ユリア・マエサ          | ユリア・マエサ          | ユリア・マエサ | ユリア・マエサ | ユリア・マエサ              | ユリア・マエサ              |                             |                             |                             |                             |              |              | ユリア・ドムナ          | ユリア・ドムナ          | ユリア・ドムナ          | ユリア・ドムナ          | ユリア・ドムナ          | ユリア・ドムナ          |            |            | セプティミウス・ セウェルス | セプティミウス・ セウェルス | セプティミウス・ セウェルス | セプティミウス・ セウェルス | セプティミウス・ セウェルス | セプティミウス・ セウェルス |                         |                         | セルウィリア・ ケイオニア | セルウィリア・ ケイオニア | セルウィリア・ ケイオニア | セルウィリア・ ケイオニア | セルウィリア・ ケイオニア | セルウィリア・ ケイオニア |                   |                   |                           |                           |                           |                           |                           |                           |  |  | ゴルディアヌス1世 | ゴルディアヌス1世 | ゴルディアヌス1世 | ゴルディアヌス1世 | ゴルディアヌス1世 | ゴルディアヌス1世 |
|  |  |  |  | アンニア・ ファウスティナ   | アンニア・ ファウスティナ   | アンニア・ ファウスティナ   | アンニア・ ファウスティナ   | アンニア・ ファウスティナ   | アンニア・ ファウスティナ   |        |        |                         |                         |                         |                         | ユリア・マエサ          | ユリア・マエサ          | ユリア・マエサ | ユリア・マエサ | ユリア・マエサ              | ユリア・マエサ              |                             |                             |                             |                             |              |              | ユリア・ドムナ          | ユリア・ドムナ          | ユリア・ドムナ          | ユリア・ドムナ          | ユリア・ドムナ          | ユリア・ドムナ          |            |            | セプティミウス・ セウェルス | セプティミウス・ セウェルス | セプティミウス・ セウェルス | セプティミウス・ セウェルス | セプティミウス・ セウェルス | セプティミウス・ セウェルス |                         |                         | セルウィリア・ ケイオニア | セルウィリア・ ケイオニア | セルウィリア・ ケイオニア | セルウィリア・ ケイオニア | セルウィリア・ ケイオニア | セルウィリア・ ケイオニア |                   |                   |                           |                           |                           |                           |                           |                           |  |  | ゴルディアヌス1世 | ゴルディアヌス1世 | ゴルディアヌス1世 | ゴルディアヌス1世 | ゴルディアヌス1世 | ゴルディアヌス1世 |
|  |  |  |  |                             |                             |                             |                             |                             |                             |        |        |                         |                         |                         |                         |                         |                         |                |                |                             |                             |                             |                             |                             |                             |              |              |                         |                         |                         |                         |                         |                         |            |            |                             |                             |                             |                             |                             |                             |                         |                         |                           |                           |                           |                           |                           |                           |                   |                   |                           |                           |                           |                           |                           |                           |  |  |                   |                   |                   |                   |                   |                   |
|  |  |  |  |                             |                             |                             |                             |                             |                             |        |        |                         |                         |                         |                         |                         |                         |                |                |                             |                             |                             |                             |                             |                             |              |              |                         |                         |                         |                         |                         |                         |            |            |                             |                             |                             |                             |                             |                             |                         |                         |                           |                           |                           |                           |                           |                           |                   |                   |                           |                           |                           |                           |                           |                           |  |  |                   |                   |                   |                   |                   |                   |
|  |  |  |  |                             |                             |                             |                             |                             |                             |        |        | ユリア・ソエミアス      | ユリア・ソエミアス      | ユリア・ソエミアス      | ユリア・ソエミアス      | ユリア・ソエミアス      | ユリア・ソエミアス      |                |                | ユリア・アウィタ            | ユリア・アウィタ            | ユリア・アウィタ            | ユリア・アウィタ            | ユリア・アウィタ            | ユリア・アウィタ            |              |              | カラカラ                | カラカラ                | カラカラ                | カラカラ                | カラカラ                | カラカラ                |            |            | ゲタ                        | ゲタ                        | ゲタ                        | ゲタ                        | ゲタ                        | ゲタ                        |                         |                         | リキニウス・ バルブス     | リキニウス・ バルブス     | リキニウス・ バルブス     | リキニウス・ バルブス     | リキニウス・ バルブス     | リキニウス・ バルブス     |                   |                   | アントニア・ ゴルディアナ | アントニア・ ゴルディアナ | アントニア・ ゴルディアナ | アントニア・ ゴルディアナ | アントニア・ ゴルディアナ | アントニア・ ゴルディアナ |  |  | ゴルディアヌス2世 | ゴルディアヌス2世 | ゴルディアヌス2世 | ゴルディアヌス2世 | ゴルディアヌス2世 | ゴルディアヌス2世 |
|  |  |  |  |                             |                             |                             |                             |                             |                             |        |        | ユリア・ソエミアス      | ユリア・ソエミアス      | ユリア・ソエミアス      | ユリア・ソエミアス      | ユリア・ソエミアス      | ユリア・ソエミアス      |                |                | ユリア・アウィタ            | ユリア・アウィタ            | ユリア・アウィタ            | ユリア・アウィタ            | ユリア・アウィタ            | ユリア・アウィタ            |              |              | カラカラ                | カラカラ                | カラカラ                | カラカラ                | カラカラ                | カラカラ                |            |            | ゲタ                        | ゲタ                        | ゲタ                        | ゲタ                        | ゲタ                        | ゲタ                        |                         |                         | リキニウス・ バルブス     | リキニウス・ バルブス     | リキニウス・ バルブス     | リキニウス・ バルブス     | リキニウス・ バルブス     | リキニウス・ バルブス     |                   |                   | アントニア・ ゴルディアナ | アントニア・ ゴルディアナ | アントニア・ ゴルディアナ | アントニア・ ゴルディアナ | アントニア・ ゴルディアナ | アントニア・ ゴルディアナ |  |  | ゴルディアヌス2世 | ゴルディアヌス2世 | ゴルディアヌス2世 | ゴルディアヌス2世 | ゴルディアヌス2世 | ゴルディアヌス2世 |
|  |  |  |  |                             |                             |                             |                             |                             |                             |        |        |                         |                         |                         |                         |                         |                         |                |                |                             |                             |                             |                             |                             |                             |              |              |                         |                         |                         |                         |                         |                         |            |            |                             |                             |                             |                             |                             |                             |                         |                         |                           |                           |                           |                           |                           |                           |                   |                   |                           |                           |                           |                           |                           |                           |  |  |                   |                   |                   |                   |                   |                   |
|  |  |  |  | アウレリア・ ファウスティナ | アウレリア・ ファウスティナ | アウレリア・ ファウスティナ | アウレリア・ ファウスティナ | アウレリア・ ファウスティナ | アウレリア・ ファウスティナ |        |        | ヘリオガバルス          | ヘリオガバルス          | ヘリオガバルス          | ヘリオガバルス          | ヘリオガバルス          | ヘリオガバルス          |                |                | アレクサンデル・ セウェルス | アレクサンデル・ セウェルス | アレクサンデル・ セウェルス | アレクサンデル・ セウェルス | アレクサンデル・ セウェルス | アレクサンデル・ セウェルス |              |              |                         |                         |                         |                         |                         |                         |            |            |                             |                             |                             |                             |                             |                             |                         |                         |                           |                           |                           |                           | ゴルディアヌス3世         | ゴルディアヌス3世         | ゴルディアヌス3世 | ゴルディアヌス3世 | ゴルディアヌス3世         | ゴルディアヌス3世         |                           |                           |                           |                           |  |  |                   |                   |                   |                   |                   |                   |
|  |  |  |  | アウレリア・ ファウスティナ | アウレリア・ ファウスティナ | アウレリア・ ファウスティナ | アウレリア・ ファウスティナ | アウレリア・ ファウスティナ | アウレリア・ ファウスティナ |        |        | ヘリオガバルス          | ヘリオガバルス          | ヘリオガバルス          | ヘリオガバルス          | ヘリオガバルス          | ヘリオガバルス          |                |                | アレクサンデル・ セウェルス | アレクサンデル・ セウェルス | アレクサンデル・ セウェルス | アレクサンデル・ セウェルス | アレクサンデル・ セウェルス | アレクサンデル・ セウェルス |              |              |                         |                         |                         |                         |                         |                         |            |            |                             |                             |                             |                             |                             |                             |                         |                         |                           |                           |                           |                           | ゴルディアヌス3世         | ゴルディアヌス3世         | ゴルディアヌス3世 | ゴルディアヌス3世 | ゴルディアヌス3世         | ゴルディアヌス3世         |                           |                           |                           |                           |  |  |                   |                   |                   |                   |                   |                   |

## 創作作品

### 文学
- 1885年の小説『享楽主義者マリウス』（ウォルター・ペイター作）で度々言及されている。
- 1978年の小説『ガープの世界』（ジョン・アーヴィング作）にアウレリウスをモチーフにした章が登場する。

### 映画
- 1964年の映画『ローマ帝国の滅亡』（The Fall of the Roman Empire）では、アレック・ギネスが演じた。
- 2000年のアカデミー賞を受賞した『グラディエーター』（The Gladiator）では、リチャード・ハリスが演じた。
  - 理想的な共和主義者として描写されている。世襲による帝政を嫌い、ローマを共和制へ戻そうとするが、皇子コンモドゥスにより暗殺される。

### 漫画
- 『テルマエ・ロマエ』では、登場人物の一人として少年時代のアウレリウスが主人公に協力する。